# Danh sách đơn vị hành chính cấp huyện của Việt Nam
Đây là danh sách đơn vị hành chính cấp huyện ở Việt Nam trước khi chính quyền cấp huyện được giải thể vào ngày 1 tháng 7 năm 2025.
Danh sách có tổng cộng 696 đơn vị, bao gồm: 2 thành phố thuộc thành phố trực thuộc trung ương, 84 thành phố thuộc tỉnh, 53 thị xã, 49 quận và 508 huyện.

## Danh sách các đơn vị hành chính cấp huyện
Số liệu dân số và số liệu diện tích được lấy từ các đề án sáp nhập xã của Chính phủ. Ô chú thích của hàng để trống có nghĩa đơn vị hành chính đó là huyện (không tính các huyện đảo).
| Số thứ tự | Tên đơn vị hành chính | Tỉnh/Thành phố        | Chú thích | Năm thành lập | Dân số (người) | Diện tích (km²) | Mật độ dân số (người/km²) | Số ĐVHC cấp xã |
| --------- | --------------------- | --------------------- | --------- | ------------- | -------------- | --------------- | ------------------------- | -------------- |
| 1         | A Lưới                | Huế                   |           | 1975          | 56.370         | 1.225,2         | 46                        | 18             |
| 2         | An Biên               | Kiên Giang            |           | 1939          | 115.218        | 400,3           | 288                       | 9              |
| 3         | An Dương              | Hải Phòng             | quận      |               | 171.227        | 78,9            | 2.169                     | 10             |
| 4         | An Khê                | Gia Lai               | thị xã    |               | 65.918         | 200,1           | 329                       | 11             |
| 5         | An Lão                | Hải Phòng             |           |               | 146.712        | 117,7           | 1.246                     | 17             |
| 6         | An Lão                | Bình Định             |           |               | 27.837         | 696,9           | 40                        | 10             |
| 7         | An Minh               | Kiên Giang            |           | 1986          | 115.720        | 590,5           | 196                       | 11             |
| 8         | An Nhơn               | Bình Định             | thị xã    |               | 175.709        | 244,5           | 719                       | 15             |
| 9         | An Phú                | An Giang              |           | 1957          | 148.615        | 226,2           | 657                       | 14             |
| 10        | Ân Thi                | Hưng Yên              |           | 1862          | 134.403        | 130,0           | 1.034                     | 18             |
| 11        | Anh Sơn               | Nghệ An               |           |               | 116.922        | 603,3           | 194                       | 19             |
| 12        | Ayun Pa               | Gia Lai               | thị xã    |               | 39.936         | 287,2           | 139                       | 8              |
| 13        | Ba Bể                 | Bắc Kạn               |           | 1984          | 48.325         | 684,1           | 71                        | 15             |
| 14        | Ba Chẽ                | Quảng Ninh            |           | 1954          | 22.103         | 606,5           | 36                        | 7              |
| 15        | Ba Đình               | Hà Nội                | quận      |               | 221.893        | 9,2             | 24.119                    | 13             |
| 16        | Ba Đồn                | Quảng Bình            | thị xã    |               | 106.413        | 162,3           | 656                       | 16             |
| 17        | Bà Rịa                | Bà Rịa – Vũng Tàu     | thành phố |               | 108.701        | 91,0            | 1.195                     | 10             |
| 18        | Bá Thước              | Thanh Hóa             |           | 1945          | 100.834        | 777,6           | 130                       | 21             |
| 19        | Ba Tơ                 | Quảng Ngãi            |           |               | 59.438         | 1.137,6         | 52                        | 19             |
| 20        | Ba Tri                | Bến Tre               |           | 1912          | 184.734        | 367,2           | 503                       | 23             |
| 21        | Ba Vì                 | Hà Nội                |           | 1968          | 290.580        | 423,0           | 687                       | 29             |
| 22        | Bác Ái                | Ninh Thuận            |           | 1950          | 30.598         | 1.027,2         | 30                        | 9              |
| 23        | Bắc Bình              | Bình Thuận            |           | 1951          | 129.374        | 1.868,8         | 69                        | 18             |
| 24        | Bắc Giang             | Bắc Giang             | thành phố |               | 346.296        | 258,4           | 3.710                     | 31             |
| 25        | Bắc Hà                | Lào Cai               |           |               | 65.338         | 683,3           | 96                        | 18             |
| 26        | Bắc Kạn               | Bắc Kạn               | thành phố |               | 45.036         | 136,9           | 329                       | 8              |
| 27        | Bạc Liêu              | Bạc Liêu              | thành phố |               | 156.110        | 175,4           | 890                       | 10             |
| 28        | Bắc Mê                | Hà Giang              |           | 1983          | 54.592         | 856,1           | 64                        | 13             |
| 29        | Bắc Ninh              | Bắc Ninh              | thành phố |               | 288.766        | 82,6            | 3.494                     | 17             |
| 30        | Bắc Quang             | Hà Giang              |           |               | 118.690        | 1.105,6         | 107                       | 23             |
| 31        | Bắc Sơn               | Lạng Sơn              |           | 1894          | 71.967         | 699,4           | 103                       | 18             |
| 32        | Bắc Tân Uyên          | Bình Dương            |           | 2013          | 65.860         | 400,3           | 165                       | 10             |
| 33        | Bắc Trà My            | Quảng Nam             |           | 2003          | 41.335         | 847,0           | 49                        | 13             |
| 34        | Bắc Từ Liêm           | Hà Nội                | quận      |               | 340.605        | 45,2            | 7.529                     | 13             |
| 35        | Bắc Yên               | Sơn La                |           | 1964          | 66.784         | 1.098,6         | 61                        | 16             |
| 36        | Bạch Long Vĩ          | Hải Phòng             | huyện đảo | 1992          | 624            | 3,1             | 201                       | 0              |
| 37        | Bạch Thông            | Bắc Kạn               |           |               | 31.061         | 546,5           | 57                        | 14             |
| 38        | Bảo Lạc               | Cao Bằng              |           |               | 54.420         | 920,7           | 59                        | 17             |
| 39        | Bảo Lâm               | Cao Bằng              |           | 2000          | 65.025         | 913,1           | 71                        | 13             |
| 40        | Bảo Lâm               | Lâm Đồng              |           | 1994          | 118.090        | 1.463,4         | 81                        | 14             |
| 41        | Bảo Lộc               | Lâm Đồng              | thành phố |               | 158.684        | 233,2           | 680                       | 11             |
| 42        | Bảo Thắng             | Lào Cai               |           |               | 103.262        | 652,0           | 158                       | 14             |
| 43        | Bảo Yên               | Lào Cai               |           | 1964          | 85.564         | 818,3           | 105                       | 17             |
| 44        | Bát Xát               | Lào Cai               |           |               | 74.388         | 1.035,5         | 72                        | 21             |
| 45        | Bàu Bàng              | Bình Dương            |           | 2013          | 92.679         | 340,0           | 273                       | 7              |
| 46        | Bến Cát               | Bình Dương            | thành phố |               | 302.782        | 234,4           | 1.292                     | 8              |
| 47        | Bến Cầu               | Tây Ninh              |           | 1959          | 69.849         | 237,5           | 294                       | 9              |
| 48        | Bến Lức               | Long An               |           | 1957          | 181.660        | 287,9           | 631                       | 14             |
| 49        | Bến Tre               | Bến Tre               | thành phố |               | 124.499        | 70,6            | 1.763                     | 12             |
| 50        | Biên Hòa              | Đồng Nai              | thành phố |               | 960.609        | 263,62          | 3.644                     | 25             |
| 51        | Bỉm Sơn               | Thanh Hóa             | thị xã    |               | 69.826         | 63,9            | 1.093                     | 7              |
| 52        | Bình Chánh            | Thành phố Hồ Chí Minh |           | 1957          | 705.508        | 252,7           | 2.792                     | 16             |
| 53        | Bình Đại              | Bến Tre               |           | 1950          | 137.304        | 427,3           | 321                       | 20             |
| 54        | Bình Gia              | Lạng Sơn              |           |               | 52.689         | 1.094,2         | 48                        | 19             |
| 55        | Bình Giang            | Hải Dương             |           | 1822          | 119.229        | 106,2           | 1.123                     | 15             |
| 56        | Bình Liêu             | Quảng Ninh            |           | 1919          | 31.637         | 470,1           | 67                        | 7              |
| 57        | Bình Long             | Bình Phước            | thị xã    |               | 71.502         | 126,41          | 566                       | 6              |
| 58        | Bình Lục              | Hà Nam                |           |               | 133.046        | 144,2           | 923                       | 15             |
| 59        | Bình Minh             | Vĩnh Long             | thị xã    |               | 95.639         | 93,6            | 1.021                     | 8              |
| 60        | Bình Sơn              | Quảng Ngãi            |           |               | 181.050        | 466,2           | 388                       | 22             |
| 61        | Bình Tân              | Thành phố Hồ Chí Minh | quận      |               | 784.173        | 51,9            | 15.109                    | 10             |
| 62        | Bình Tân              | Vĩnh Long             |           | 2007          | 95.709         | 158,1           | 605                       | 9              |
| 63        | Bình Thạnh            | Thành phố Hồ Chí Minh | quận      |               | 499.164        | 20,8            | 23.998                    | 15             |
| 64        | Bình Thủy             | Cần Thơ               | quận      |               | 142.164        | 71,1            | 1.999                     | 8              |
| 65        | Bình Xuyên            | Vĩnh Phúc             |           | 1841          | 131.013        | 148,5           | 882                       | 13             |
| 66        | Bố Trạch              | Quảng Bình            |           |               | 188.375        | 2.115,5         | 89                        | 26             |
| 67        | Bù Đăng               | Bình Phước            |           | 1976          | 168.253        | 1.500,77        | 112                       | 16             |
| 68        | Bù Đốp                | Bình Phước            |           | 1976          | 77.334         | 380,10          | 203                       | 7              |
| 69        | Bù Gia Mập            | Bình Phước            |           | 2009          | 93.315         | 1.064,65        | 88                        | 8              |
| 70        | Buôn Đôn              | Đắk Lắk               |           | 1995          | 64.251         | 1.410,4         | 46                        | 7              |
| 71        | Buôn Hồ               | Đắk Lắk               | thị xã    |               | 98.732         | 282,5           | 349                       | 11             |
| 72        | Buôn Ma Thuột         | Đắk Lắk               | thành phố |               | 375.590        | 377,2           | 996                       | 19             |
| 73        | Cà Mau                | Cà Mau                | thành phố |               | 226.372        | 249,2           | 908                       | 16             |
| 74        | Cái Bè                | Tiền Giang            |           | 1912          | 292.738        | 416,4           | 703                       | 25             |
| 75        | Cai Lậy               | Tiền Giang            | thị xã    |               | 125.615        | 141,0           | 891                       | 16             |
| 76        | Cai Lậy               | Tiền Giang            |           | 1904          | 193.328        | 294,8           | 656                       | 16             |
| 77        | Cái Nước              | Cà Mau                |           | 1957          | 136.638        | 417,1           | 328                       | 11             |
| 78        | Cái Răng              | Cần Thơ               | quận      |               | 105.393        | 66,8            | 1.578                     | 7              |
| 79        | Cẩm Giàng             | Hải Dương             |           |               | 147.810        | 110,1           | 1.343                     | 15             |
| 80        | Cẩm Khê               | Phú Thọ               |           | 1841          | 139.424        | 233,9           | 596                       | 16             |
| 81        | Cam Lâm               | Khánh Hòa             |           | 2007          | 108.979        | 547,2           | 199                       | 14             |
| 82        | Cẩm Lệ                | Đà Nẵng               | quận      |               | 159.295        | 35,8            | 4.450                     | 6              |
| 83        | Cam Lộ                | Quảng Trị             |           |               | 47.777         | 344,5           | 139                       | 8              |
| 84        | Cẩm Mỹ                | Đồng Nai              |           | 2003          | 173.865        | 462,59          | 376                       | 13             |
| 85        | Cẩm Phả               | Quảng Ninh            | thành phố |               | 190.232        | 386,5           | 492                       | 15             |
| 86        | Cam Ranh              | Khánh Hòa             | thành phố |               | 130.814        | 327,0           | 400                       | 15             |
| 87        | Cẩm Thủy              | Thanh Hóa             |           |               | 110.091        | 424,5           | 259                       | 17             |
| 88        | Cẩm Xuyên             | Hà Tĩnh               |           | 1841          | 149.313        | 636,4           | 235                       | 21             |
| 89        | Cần Đước              | Long An               |           | 1867          | 187.359        | 220,5           | 850                       | 17             |
| 90        | Cần Giờ               | Thành phố Hồ Chí Minh |           | 1991          | 71.526         | 704,2           | 102                       | 7              |
| 91        | Cần Giuộc             | Long An               |           | 1864          | 214.914        | 215,1           | 999                       | 15             |
| 92        | Can Lộc               | Hà Tĩnh               |           | 1862          | 129.098        | 302,1           | 427                       | 17             |
| 93        | Càng Long             | Trà Vinh              |           | 1917          | 147.694        | 293,9           | 503                       | 14             |
| 94        | Cao Bằng              | Cao Bằng              | thành phố |               | 73.549         | 107,1           | 687                       | 11             |
| 95        | Cao Lãnh              | Đồng Tháp             | thành phố |               | 164.835        | 107,3           | 1.536                     | 15             |
| 96        | Cao Lãnh              | Đồng Tháp             |           | 1913          | 197.614        | 491,1           | 402                       | 13             |
| 97        | Cao Lộc               | Lạng Sơn              |           | 1893          | 79.873         | 619,1           | 129                       | 22             |
| 98        | Cao Phong             | Hòa Bình              |           |               | 45.470         | 255,2           | 178                       | 10             |
| 99        | Cát Hải               | Hải Phòng             | huyện đảo | 1890          | 32.090         | 325,6           | 99                        | 12             |
| 100       | Cầu Giấy              | Hà Nội                | quận      |               | 292.536        | 12,4            | 23.516                    | 8              |
| 101       | Cầu Kè                | Trà Vinh              |           | 1913          | 102.767        | 246,6           | 417                       | 11             |
| 102       | Cầu Ngang             | Trà Vinh              |           | 1928          | 121.254        | 328,4           | 369                       | 15             |
| 103       | Châu Đốc              | An Giang              | thành phố |               | 101.765        | 105,2           | 967                       | 7              |
| 104       | Châu Đức              | Bà Rịa – Vũng Tàu     |           | 1994          | 143.859        | 424,6           | 339                       | 16             |
| 105       | Châu Phú              | An Giang              |           | 1957          | 206.676        | 450,7           | 459                       | 13             |
| 106       | Châu Thành            | An Giang              |           | 1979          | 151.368        | 354,8           | 427                       | 13             |
| 107       | Châu Thành            | Bến Tre               |           | 1960          | 175.893        | 224,9           | 782                       | 16             |
| 108       | Châu Thành            | Đồng Tháp             |           | 1974          | 146.812        | 246,2           | 596                       | 12             |
| 109       | Châu Thành            | Hậu Giang             |           | 1913          | 88.079         | 139,1           | 633                       | 8              |
| 110       | Châu Thành            | Kiên Giang            |           | 1920          | 159.607        | 285,4           | 559                       | 10             |
| 111       | Châu Thành            | Long An               |           |               | 109.812        | 155,2           | 708                       | 13             |
| 112       | Châu Thành            | Sóc Trăng             |           | 1916          | 95.188         | 236,3           | 403                       | 8              |
| 113       | Châu Thành            | Tây Ninh              |           | 1998          | 140.769        | 580,9           | 242                       | 15             |
| 114       | Châu Thành            | Tiền Giang            |           | 1912          | 263.426        | 232,6           | 1.133                     | 20             |
| 115       | Châu Thành            | Trà Vinh              |           | 1917          | 144.040        | 343,1           | 420                       | 14             |
| 116       | Châu Thành A          | Hậu Giang             |           | 1966          | 97.606         | 153,4           | 636                       | 10             |
| 117       | Chi Lăng              | Lạng Sơn              |           | 1964          | 75.063         | 704,2           | 107                       | 20             |
| 118       | Chí Linh              | Hải Dương             | thành phố |               | 220.421        | 282,9           | 779                       | 19             |
| 119       | Chiêm Hóa             | Tuyên Quang           |           |               | 134.091        | 1.146,2         | 117                       | 24             |
| 120       | Chợ Đồn               | Bắc Kạn               |           |               | 49.554         | 911,2           | 54                        | 20             |
| 121       | Chợ Gạo               | Tiền Giang            |           | 1912          | 187.711        | 230,9           | 813                       | 19             |
| 122       | Chợ Lách              | Bến Tre               |           |               | 111.418        | 169,1           | 659                       | 11             |
| 123       | Chợ Mới               | An Giang              |           | 1917          | 307.981        | 369,1           | 834                       | 18             |
| 124       | Chợ Mới               | Bắc Kạn               |           | 1998          | 38.958         | 606,5           | 64                        | 14             |
| 125       | Chơn Thành            | Bình Phước            | thị xã    |               | 101.196        | 390,34          | 259                       | 9              |
| 126       | Chũ                   | Bắc Giang             | thị xã    |               |                |                 |                           | 10             |
| 127       | Chư Păh               | Gia Lai               |           |               | 77.299         | 974,6           | 79                        | 14             |
| 128       | Chư Prông             | Gia Lai               |           |               | 123.555        | 1.693,9         | 73                        | 20             |
| 129       | Chư Pưh               | Gia Lai               |           | 2009          | 77.511         | 718,9           | 108                       | 9              |
| 130       | Chư Sê                | Gia Lai               |           | 1981          | 121.965        | 641,0           | 190                       | 15             |
| 131       | Chương Mỹ             | Hà Nội                |           | 1888          | 337.326        | 237,4           | 1.421                     | 30             |
| 132       | Cờ Đỏ                 | Cần Thơ               |           | 2004          | 116.576        | 319,8           | 365                       | 10             |
| 133       | Cô Tô                 | Quảng Ninh            | huyện đảo | 1994          | 6.285          | 50,1            | 125                       | 3              |
| 134       | Cồn Cỏ                | Quảng Trị             | huyện đảo | 2004          | 346            | 2,3             | 150                       | 0              |
| 135       | Con Cuông             | Nghệ An               |           |               | 75.168         | 1.738,3         | 43                        | 12             |
| 136       | Côn Đảo               | Bà Rịa – Vũng Tàu     | huyện đảo | 1977          | 8.827          | 75,4            | 117                       | 0              |
| 137       | Củ Chi                | Thành phố Hồ Chí Minh |           | 1975          | 462.047        | 434,5           | 1.063                     | 21             |
| 138       | Cư Jút                | Đắk Nông              |           | 1990          | 92.464         | 723,3           | 128                       | 8              |
| 139       | Cư Kuin               | Đắk Lắk               |           | 2007          | 101.247        | 288,3           | 351                       | 8              |
| 140       | Cù Lao Dung           | Sóc Trăng             |           | 2002          | 58.304         | 264,8           | 220                       | 8              |
| 141       | Cư M'gar              | Đắk Lắk               |           | 1984          | 177.622        | 824,4           | 215                       | 17             |
| 142       | Đà Bắc                | Hòa Bình              |           | 1956          | 55.002         | 778,0           | 71                        | 17             |
| 143       | Đạ Huoai              | Lâm Đồng              |           | 1979          | 112.696        | 1.449,5         | 234                       | 23             |
| 144       | Đakrông               | Quảng Trị             |           | 1996          | 43.208         | 1.224,5         | 35                        | 13             |
| 145       | Đà Lạt                | Lâm Đồng              | thành phố |               | 226.578        | 394,5           | 574                       | 16             |
| 146       | Đại Lộc               | Quảng Nam             |           | 1900          | 141.851        | 578,5           | 245                       | 18             |
| 147       | Đại Từ                | Thái Nguyên           |           |               | 171.703        | 573,4           | 299                       | 27             |
| 148       | Đak Đoa               | Gia Lai               |           | 2000          | 123.282        | 985,3           | 125                       | 17             |
| 149       | Đăk Glei              | Kon Tum               |           | 1946          | 48.761         | 1.493,7         | 33                        | 12             |
| 150       | Đắk Glong             | Đắk Nông              |           | 2005          | 67.782         | 1.447,8         | 47                        | 7              |
| 151       | Đăk Hà                | Kon Tum               |           | 1994          | 74.805         | 845,0           | 89                        | 11             |
| 152       | Đắk Mil               | Đắk Nông              |           | 1975          | 100.702        | 679,0           | 148                       | 10             |
| 153       | Đak Pơ                | Gia Lai               |           | 2003          | 40.442         | 502,5           | 80                        | 8              |
| 154       | Đắk R'lấp             | Đắk Nông              |           | 1986          | 83.555         | 635,7           | 131                       | 11             |
| 155       | Đắk Song              | Đắk Nông              |           | 2001          | 80.514         | 806,5           | 100                       | 9              |
| 156       | Đăk Tô                | Kon Tum               |           | 1946          | 47.544         | 508,7           | 93                        | 9              |
| 157       | Đầm Dơi               | Cà Mau                |           | 1956          | 175.629        | 810,0           | 217                       | 16             |
| 158       | Đầm Hà                | Quảng Ninh            |           | 1946          | 41.217         | 326,9           | 126                       | 9              |
| 159       | Đam Rông              | Lâm Đồng              |           | 2004          | 54.217         | 872,1           | 62                        | 8              |
| 160       | Đan Phượng            | Hà Nội                |           | 1832          | 174.501        | 78,0            | 2.237                     | 16             |
| 161       | Dầu Tiếng             | Bình Dương            |           | 1946          | 112.472        | 721,1           | 156                       | 12             |
| 162       | Dĩ An                 | Bình Dương            | thành phố |               | 403.760        | 60,1            | 6.718                     | 7              |
| 163       | Di Linh               | Lâm Đồng              |           |               | 159.994        | 1.614,2         | 99                        | 19             |
| 164       | Điện Bàn              | Quảng Nam             | thị xã    |               | 226.564        | 216,3           | 1.047                     | 20             |
| 165       | Điện Biên             | Điện Biên             |           |               | 93.850         | 1.396,0         | 67                        | 21             |
| 166       | Điện Biên Đông        | Điện Biên             |           | 1995          | 67.080         | 1.209,0         | 55                        | 14             |
| 167       | Điện Biên Phủ         | Điện Biên             | thành phố |               | 80.366         | 308,2           | 261                       | 12             |
| 168       | Diễn Châu             | Nghệ An               |           |               | 312.506        | 305,0           | 1.025                     | 32             |
| 169       | Diên Khánh            | Khánh Hòa             |           |               | 143.211        | 337,6           | 424                       | 17             |
| 170       | Định Hóa              | Thái Nguyên           |           |               | 89.288         | 513,5           | 174                       | 22             |
| 171       | Đình Lập              | Lạng Sơn              |           |               | 28.579         | 1.189,6         | 24                        | 12             |
| 172       | Định Quán             | Đồng Nai              |           | 1957          | 265.925        | 972,88          | 273                       | 14             |
| 173       | Đô Lương              | Nghệ An               |           | 1963          | 213.543        | 350,1           | 610                       | 32             |
| 174       | Đồ Sơn                | Hải Phòng             | quận      |               | 49.029         | 45,9            | 1.068                     | 6              |
| 175       | Đoan Hùng             | Phú Thọ               |           |               | 115.131        | 302,9           | 380                       | 14             |
| 176       | Đơn Dương             | Lâm Đồng              |           |               | 107.281        | 611,4           | 175                       | 9              |
| 177       | Đông Anh              | Hà Nội                |           | 1903          | 405.749        | 185,6           | 2.186                     | 24             |
| 178       | Đống Đa               | Hà Nội                | quận      |               | 371.606        | 10,0            | 37.161                    | 17             |
| 179       | Đông Giang            | Quảng Nam             |           | 2003          | 25.116         | 821,9           | 31                        | 11             |
| 180       | Đông Hà               | Quảng Trị             | thành phố |               | 95.658         | 73,0            | 1.310                     | 9              |
| 181       | Đông Hải              | Bạc Liêu              |           | 2001          | 152.619        | 570,1           | 268                       | 11             |
| 182       | Đông Hòa              | Phú Yên               | thị xã    |               | 119.991        | 265,6           | 452                       | 10             |
| 183       | Đồng Hới              | Quảng Bình            | thành phố |               | 133.672        | 155,9           | 857                       | 15             |
| 184       | Đông Hưng             | Thái Bình             |           | 1969          | 244.838        | 199,3           | 1.228                     | 32             |
| 185       | Đồng Hỷ               | Thái Nguyên           |           |               | 92.421         | 427,7           | 216                       | 14             |
| 186       | Đồng Phú              | Bình Phước            |           | 1977          | 127.559        | 934,45          | 137                       | 11             |
| 187       | Đông Triều            | Quảng Ninh            | thành phố |               | 171.673        | 396,6           | 433                       | 19             |
| 188       | Đồng Văn              | Hà Giang              |           | 1906          | 81.880         | 451,7           | 181                       | 19             |
| 189       | Đồng Xoài             | Bình Phước            | thành phố |               | 147.327        | 167,71          | 878                       | 8              |
| 190       | Đồng Xuân             | Phú Yên               |           |               | 55.030         | 1.033,3         | 53                        | 11             |
| 191       | Đức Cơ                | Gia Lai               |           | 1991          | 75.718         | 721,9           | 105                       | 10             |
| 192       | Đức Hòa               | Long An               |           | 1913          | 315.711        | 425,1           | 743                       | 20             |
| 193       | Đức Huệ               | Long An               |           | 1959          | 65.961         | 428,9           | 154                       | 11             |
| 194       | Đức Linh              | Bình Thuận            |           |               | 126.035        | 546,6           | 231                       | 12             |
| 195       | Đức Phổ               | Quảng Ngãi            | thị xã    |               | 150.927        | 372,8           | 405                       | 15             |
| 196       | Đức Thọ               | Hà Tĩnh               |           | 1822          | 101.562        | 203,5           | 499                       | 16             |
| 197       | Đức Trọng             | Lâm Đồng              |           |               | 186.974        | 903,6           | 207                       | 15             |
| 198       | Dương Kinh            | Hải Phòng             | quận      |               | 60.319         | 46,8            | 1.289                     | 6              |
| 199       | Dương Minh Châu       | Tây Ninh              |           | 1951          | 119.158        | 435,6           | 274                       | 11             |
| 200       | Duy Tiên              | Hà Nam                | thị xã    |               | 177.150        | 120,9           | 1.363                     | 15             |
| 201       | Duy Xuyên             | Quảng Nam             |           |               | 126.686        | 309,2           | 410                       | 13             |
| 202       | Duyên Hải             | Trà Vinh              | thị xã    |               | 48.210         | 175,1           | 275                       | 7              |
| 203       | Duyên Hải             | Trà Vinh              |           | 1981          | 78.444         | 305,4           | 257                       | 7              |
| 204       | Ea H'leo              | Đắk Lắk               |           | 1980          | 136.880        | 1.335,1         | 103                       | 12             |
| 205       | Ea Kar                | Đắk Lắk               |           | 1986          | 144.450        | 1.037,5         | 139                       | 16             |
| 206       | Ea Súp                | Đắk Lắk               |           | 1977          | 70.724         | 1.765,6         | 40                        | 10             |
| 207       | Gia Bình              | Bắc Ninh              |           |               | 132.297        | 107,6           | 1.230                     | 14             |
| 208       | Gia Lâm               | Hà Nội                |           |               | 286.102        | 116,7           | 2.452                     | 17             |
| 209       | Gia Lộc               | Hải Dương             |           |               | 115.617        | 99,7            | 1.160                     | 14             |
| 210       | Gia Nghĩa             | Đắk Nông              | thành phố |               | 85.082         | 284,1           | 299                       | 8              |
| 211       | Giá Rai               | Bạc Liêu              | thị xã    |               | 143.613        | 355,0           | 405                       | 10             |
| 212       | Gia Viễn              | Ninh Bình             |           |               | 120.992        | 176,7           | 685                       | 21             |
| 213       | Giang Thành           | Kiên Giang            |           | 2009          | 29.215         | 412,8           | 71                        | 5              |
| 214       | Giao Thủy             | Nam Định              |           | 1934          | 167.752        | 237,8           | 705                       | 20             |
| 215       | Gio Linh              | Quảng Trị             |           |               | 75.276         | 473,8           | 159                       | 14             |
| 216       | Giồng Riềng           | Kiên Giang            |           | 1920          | 224.655        | 639,4           | 351                       | 19             |
| 217       | Giồng Trôm            | Bến Tre               |           | 1956          | 169.987        | 312,6           | 544                       | 21             |
| 218       | Gò Công               | Tiền Giang            | thành phố |               | 99.657         | 101,7           | 980                       | 10             |
| 219       | Gò Công Đông          | Tiền Giang            |           | 1979          | 139.060        | 273,2           | 509                       | 13             |
| 220       | Gò Công Tây           | Tiền Giang            |           | 1979          | 127.132        | 184,5           | 689                       | 13             |
| 221       | Gò Dầu                | Tây Ninh              |           | 1955          | 152.757        | 260,0           | 588                       | 9              |
| 222       | Gò Quao               | Kiên Giang            |           | 1920          | 132.508        | 439,5           | 301                       | 11             |
| 223       | Gò Vấp                | Thành phố Hồ Chí Minh | quận      |               | 676.899        | 19,7            | 34.360                    | 12             |
| 224       | Hà Đông               | Hà Nội                | quận      |               | 397.854        | 49,6            | 8.021                     | 15             |
| 225       | Hà Giang              | Hà Giang              | thành phố |               | 55.559         | 133,5           | 416                       | 8              |
| 226       | Hạ Hòa                | Phú Thọ               |           |               | 104.997        | 341,5           | 307                       | 20             |
| 227       | Hạ Lang               | Cao Bằng              |           |               | 25.439         | 456,5           | 56                        | 13             |
| 228       | Hạ Long               | Quảng Ninh            | thành phố |               | 300.267        | 1.119,1         | 268                       | 32             |
| 229       | Hà Quảng              | Cao Bằng              |           | 1893          | 59.467         | 811,0           | 73                        | 21             |
| 230       | Hà Tiên               | Kiên Giang            | thành phố |               | 81.576         | 100,5           | 812                       | 7              |
| 231       | Hà Tĩnh               | Hà Tĩnh               | thành phố |               | 104.037        | 56,6            | 1.838                     | 27             |
| 232       | Hà Trung              | Thanh Hóa             |           |               | 118.826        | 243,8           | 487                       | 19             |
| 233       | Hải An                | Hải Phòng             | quận      |               | 144.256        | 97,6            | 1.477                     | 8              |
| 234       | Hai Bà Trưng          | Hà Nội                | quận      |               | 303.586        | 10,3            | 29.474                    | 15             |
| 235       | Hải Châu              | Đà Nẵng               | quận      |               | 201.522        | 23,3            | 8.649                     | 9              |
| 236       | Hải Dương             | Hải Dương             | thành phố |               | 299.638        | 111,6           | 2.684                     | 24             |
| 237       | Hải Hà                | Quảng Ninh            |           | 2001          | 61.566         | 511,6           | 120                       | 11             |
| 238       | Hải Hậu               | Nam Định              |           | 1888          | 262.901        | 228,1           | 1.153                     | 24             |
| 239       | Hải Lăng              | Quảng Trị             |           |               | 79.533         | 425,1           | 187                       | 15             |
| 240       | Hàm Tân               | Bình Thuận            |           | 1916          | 70.697         | 739,1           | 96                        | 10             |
| 241       | Hàm Thuận Bắc         | Bình Thuận            |           | 1982          | 184.131        | 1.344,5         | 137                       | 17             |
| 242       | Hàm Thuận Nam         | Bình Thuận            |           | 1982          | 116.544        | 1.058,4         | 110                       | 13             |
| 243       | Hàm Yên               | Tuyên Quang           |           | 1822          | 121.342        | 900,6           | 135                       | 18             |
| 244       | Hậu Lộc               | Thanh Hóa             |           | 1821          | 176.418        | 143,7           | 1.228                     | 22             |
| 245       | Hiệp Đức              | Quảng Nam             |           | 1985          | 37.127         | 496,9           | 75                        | 10             |
| 246       | Hiệp Hòa              | Bắc Giang             |           |               | 247.460        | 206,0           | 1.201                     | 19             |
| 247       | Hòa An                | Cao Bằng              |           |               | 52.762         | 606,0           | 87                        | 15             |
| 248       | Hòa Bình              | Hòa Bình              | thành phố |               | 135.718        | 348,7           | 389                       | 19             |
| 249       | Hòa Bình              | Bạc Liêu              |           | 2005          | 117.753        | 376,0           | 313                       | 8              |
| 250       | Hoa Lư                | Ninh Bình             | thành phố | 2025          | 319.125        | 150,3           | 2.124                     | 20             |
| 251       | Hòa Thành             | Tây Ninh              | thị xã    |               | 147.666        | 82,9            | 1.781                     | 10             |
| 252       | Hòa Vang              | Đà Nẵng               |           |               | 145.749        | 733,2           | 199                       | 11             |
| 253       | Hoài Ân               | Bình Định             |           |               | 85.700         | 753,2           | 114                       | 15             |
| 254       | Hoài Đức              | Hà Nội                |           |               | 262.978        | 85,0            | 3.094                     | 20             |
| 255       | Hoài Nhơn             | Bình Định             | thị xã    |               | 212.063        | 420,8           | 504                       | 17             |
| 256       | Hoàn Kiếm             | Hà Nội                | quận      |               | 135.618        | 5,3             | 25.588                    | 18             |
| 257       | Hoằng Hóa             | Thanh Hóa             |           |               | 233.043        | 203,8           | 1.143                     | 36             |
| 258       | Hoàng Mai             | Hà Nội                | quận      |               | 506.347        | 40,3            | 12.564                    | 14             |
| 259       | Hoàng Mai             | Nghệ An               | thị xã    |               | 113.360        | 169,8           | 668                       | 10             |
| 260       | Hoàng Sa              | Đà Nẵng               | huyện đảo | 1982          | 0              | 305,0           | 0                         | 0              |
| 261       | Hoàng Su Phì          | Hà Giang              |           |               | 66.683         | 632,4           | 105                       | 24             |
| 262       | Hóc Môn               | Thành phố Hồ Chí Minh |           |               | 542.243        | 109,2           | 4.966                     | 12             |
| 263       | Hội An                | Quảng Nam             | thành phố |               | 98.599         | 63,6            | 1.550                     | 13             |
| 264       | Hòn Đất               | Kiên Giang            |           | 1978          | 156.273        | 1.039,6         | 150                       | 14             |
| 265       | Hớn Quản              | Bình Phước            |           |               | 120.749        | 664,14          | 182                       | 13             |
| 266       | Hồng Bàng             | Hải Phòng             | quận      |               | 177.820        | 39,7            | 4.471                     | 10             |
| 267       | Hồng Dân              | Bạc Liêu              |           | 1947          | 111.848        | 424,0           | 264                       | 9              |
| 268       | Hồng Lĩnh             | Hà Tĩnh               | thị xã    |               | 38.411         | 59,0            | 651                       | 6              |
| 269       | Hồng Ngự              | Đồng Tháp             | thành phố |               | 100.610        | 121,8           | 826                       | 7              |
| 270       | Hồng Ngự              | Đồng Tháp             |           | 1930          | 120.571        | 209,6           | 575                       | 10             |
| 271       | Hưng Hà               | Thái Bình             |           | 1969          | 253.272        | 210,3           | 1.204                     | 33             |
| 272       | Hưng Nguyên           | Nghệ An               |           |               | 124.245        | 159,2           | 780                       | 15             |
| 273       | Hưng Yên              | Hưng Yên              | thành phố |               | 116.356        | 73,9            | 1.575                     | 15             |
| 274       | Hướng Hóa             | Quảng Trị             |           |               | 90.918         | 1.152,8         | 79                        | 21             |
| 275       | Hương Khê             | Hà Tĩnh               |           | 1868          | 99.307         | 1.262,7         | 79                        | 20             |
| 276       | Hương Sơn             | Hà Tĩnh               |           |               | 112.426        | 1.096,8         | 103                       | 22             |
| 277       | Hương Thủy            | Huế                   | thị xã    |               | 95.299         | 427,0           | 223                       | 10             |
| 278       | Hương Trà             | Huế                   | thị xã    |               | 72.677         | 392,3           | 185                       | 9              |
| 279       | Hữu Lũng              | Lạng Sơn              |           |               | 121.735        | 807,6           | 151                       | 23             |
| 280       | Ia Grai               | Gia Lai               |           | 1996          | 105.664        | 1.119,6         | 94                        | 13             |
| 281       | Ia H'Drai             | Kon Tum               |           | 2015          | 10.210         | 980,2           | 10                        | 3              |
| 282       | Ia Pa                 | Gia Lai               |           | 2002          | 56.596         | 868,6           | 65                        | 9              |
| 283       | Kbang                 | Gia Lai               |           | 1984          | 65.437         | 1.840,9         | 36                        | 13             |
| 284       | Kế Sách               | Sóc Trăng             |           | 1906          | 149.156        | 352,8           | 423                       | 13             |
| 285       | Khánh Sơn             | Khánh Hòa             |           | 1951          | 25.349         | 338,5           | 75                        | 8              |
| 286       | Khánh Vĩnh            | Khánh Hòa             |           |               | 39.780         | 1.167,2         | 34                        | 14             |
| 287       | Khoái Châu            | Hưng Yên              |           |               | 188.255        | 131,0           | 1.437                     | 20             |
| 288       | Kiến An               | Hải Phòng             | quận      |               | 118.047        | 29,6            | 3.988                     | 7              |
| 289       | Kiên Hải              | Kiên Giang            | huyện đảo | 1983          | 17.588         | 24,6            | 715                       | 4              |
| 290       | Kiên Lương            | Kiên Giang            |           | 1999          | 79.484         | 473,3           | 168                       | 8              |
| 291       | Kiến Thụy             | Hải Phòng             |           | 1837          | 140.417        | 108,9           | 1.289                     | 16             |
| 292       | Kiến Tường            | Long An               | thị xã    |               | 43.674         | 204,4           | 214                       | 8              |
| 293       | Kiến Xương            | Thái Bình             |           |               | 216.682        | 202,0           | 1.073                     | 29             |
| 294       | Kim Bảng              | Hà Nam                | thị xã    |               | 125.634        | 175,4           | 716                       | 17             |
| 295       | Kim Bôi               | Hòa Bình              |           | 1959          | 118.767        | 551,0           | 216                       | 17             |
| 296       | Kim Động              | Hưng Yên              |           |               | 117.734        | 103,3           | 1.140                     | 15             |
| 297       | Kim Sơn               | Ninh Bình             |           | 1829          | 182.942        | 215,7           | 848                       | 26             |
| 298       | Kim Thành             | Hải Dương             |           |               | 136.150        | 115,1           | 1.183                     | 14             |
| 299       | Kinh Môn              | Hải Dương             | thị xã    |               | 203.638        | 165,3           | 1.232                     | 22             |
| 300       | Kon Plông             | Kon Tum               |           |               | 26.025         | 1.371,2         | 19                        | 9              |
| 301       | Kon Rẫy               | Kon Tum               |           | 2002          | 28.591         | 913,9           | 31                        | 7              |
| 302       | Kon Tum               | Kon Tum               | thành phố |               | 168.264        | 432,9           | 389                       | 21             |
| 303       | Kông Chro             | Gia Lai               |           | 1988          | 52.406         | 1.439,7         | 36                        | 14             |
| 304       | Krông Ana             | Đắk Lắk               |           | 1981          | 79.892         | 356,1           | 224                       | 8              |
| 305       | Krông Bông            | Đắk Lắk               |           | 1981          | 92.064         | 1.257,5         | 73                        | 13             |
| 306       | Krông Búk             | Đắk Lắk               |           | 1975          | 64.859         | 357,8           | 181                       | 7              |
| 307       | Krông Năng            | Đắk Lắk               |           | 1987          | 126.366        | 614,8           | 206                       | 12             |
| 308       | Krông Nô              | Đắk Nông              |           | 1987          | 74.446         | 813,7           | 91                        | 12             |
| 309       | Krông Pa              | Gia Lai               |           | 1979          | 86.416         | 1.623,7         | 53                        | 14             |
| 310       | Krông Pắc             | Đắk Lắk               |           | 1975          | 194.607        | 625,8           | 311                       | 16             |
| 311       | Kỳ Anh                | Hà Tĩnh               | thị xã    |               | 82.955         | 282,2           | 294                       | 11             |
| 312       | Kỳ Anh                | Hà Tĩnh               |           | 1836          | 121.662        | 759,6           | 160                       | 20             |
| 313       | Kỳ Sơn                | Nghệ An               |           | 1961          | 80.288         | 2.094,3         | 38                        | 21             |
| 314       | La Gi                 | Bình Thuận            | thị xã    |               | 107.057        | 185,4           | 577                       | 9              |
| 315       | Lạc Dương             | Lâm Đồng              |           | 1979          | 27.956         | 1.311,4         | 21                        | 6              |
| 316       | Lạc Sơn               | Hòa Bình              |           |               | 136.652        | 587,5           | 233                       | 24             |
| 317       | Lạc Thủy              | Hòa Bình              |           |               | 60.393         | 313,6           | 193                       | 10             |
| 318       | Lai Châu              | Lai Châu              | thành phố |               | 42.973         | 92,4            | 465                       | 7              |
| 319       | Lai Vung              | Đồng Tháp             |           | 1913          | 164.240        | 238,7           | 688                       | 12             |
| 320       | Lắk                   | Đắk Lắk               |           | 1931          | 69.885         | 1.256,0         | 56                        | 11             |
| 321       | Lâm Bình              | Tuyên Quang           |           | 2011          | 51.421         | 917,6           | 56                        | 10             |
| 322       | Lâm Hà                | Lâm Đồng              |           | 1987          | 144.436        | 930,2           | 155                       | 16             |
| 323       | Lâm Thao              | Phú Thọ               |           |               | 107.989        | 98,4            | 1.097                     | 12             |
| 324       | Lang Chánh            | Thanh Hóa             |           |               | 49.654         | 585,6           | 85                        | 10             |
| 325       | Lạng Giang            | Bắc Giang             |           |               | 216.996        | 244,1           | 889                       | 19             |
| 326       | Lạng Sơn              | Lạng Sơn              | thành phố |               | 103.284        | 77,9            | 1.326                     | 8              |
| 327       | Lào Cai               | Lào Cai               | thành phố |               | 130.671        | 282,1           | 463                       | 17             |
| 328       | Lập Thạch             | Vĩnh Phúc             |           |               | 136.150        | 172,2           | 791                       | 19             |
| 329       | Lấp Vò                | Đồng Tháp             |           |               | 180.627        | 246,0           | 734                       | 13             |
| 330       | Lê Chân               | Hải Phòng             | quận      |               | 219.762        | 11,9            | 18.467                    | 7              |
| 331       | Lệ Thủy               | Quảng Bình            |           |               | 137.831        | 1.401,8         | 98                        | 26             |
| 332       | Liên Chiểu            | Đà Nẵng               | quận      |               | 166.832        | 80,9            | 2.060                     | 5              |
| 333       | Lộc Bình              | Lạng Sơn              |           |               | 84.740         | 986,4           | 86                        | 20             |
| 334       | Lộc Ninh              | Bình Phước            |           |               | 143.185        | 851,87          | 168                       | 16             |
| 335       | Long Biên             | Hà Nội                | quận      |               | 322.549        | 59,8            | 5.394                     | 13             |
| 336       | Long Đất              | Bà Rịa – Vũng Tàu     |           | 1975          | 209.293        | 266,5           | 2.139                     | 11             |
| 337       | Long Hồ               | Vĩnh Long             |           | 1977          | 167.698        | 196,3           | 854                       | 14             |
| 338       | Long Khánh            | Đồng Nai              | thành phố |               | 181.596        | 192,98          | 941                       | 13             |
| 339       | Long Mỹ               | Hậu Giang             | thị xã    |               | 62.339         | 144,5           | 431                       | 9              |
| 340       | Long Mỹ               | Hậu Giang             |           | 1908          | 77.346         | 254,0           | 305                       | 8              |
| 341       | Long Phú              | Sóc Trăng             |           | 1926          | 94.255         | 263,7           | 357                       | 11             |
| 342       | Long Thành            | Đồng Nai              |           |               | 285.311        | 430,62          | 663                       | 14             |
| 343       | Long Xuyên            | An Giang              | thành phố |               | 272.365        | 115,4           | 2.360                     | 12             |
| 344       | Lục Nam               | Bắc Giang             |           | 1957          | 226.194        | 608,6           | 372                       | 24             |
| 345       | Lục Ngạn              | Bắc Giang             |           |               | 226.540        | 1.032,5         | 219                       | 19             |
| 346       | Lục Yên               | Yên Bái               |           |               | 108.817        | 810,0           | 134                       | 24             |
| 347       | Lương Sơn             | Hòa Bình              |           |               | 99.457         | 364,9           | 273                       | 11             |
| 348       | Lương Tài             | Bắc Ninh              |           |               | 127.291        | 105,9           | 1.202                     | 12             |
| 349       | Lý Nhân               | Hà Nam                |           |               | 195.000        | 168,8           | 1.155                     | 21             |
| 350       | Lý Sơn                | Quảng Ngãi            | huyện đảo | 1993          | 22.174         | 10,4            | 2.132                     | 0              |
| 351       | M'Drắk                | Đắk Lắk               |           | 1931          | 72.153         | 1.336,3         | 54                        | 13             |
| 352       | Mai Châu              | Hòa Bình              |           | 1956          | 55.640         | 569,8           | 98                        | 16             |
| 353       | Mai Sơn               | Sơn La                |           |               | 163.881        | 1.426,7         | 115                       | 22             |
| 354       | Mang Thít             | Vĩnh Long             |           | 1981          | 96.172         | 162,5           | 592                       | 12             |
| 355       | Mang Yang             | Gia Lai               |           |               | 68.273         | 1.127,2         | 61                        | 12             |
| 356       | Mê Linh               | Hà Nội                |           | 1977          | 240.555        | 142,5           | 1.688                     | 17             |
| 357       | Mèo Vạc               | Hà Giang              |           | 1962          | 86.071         | 574,2           | 150                       | 18             |
| 358       | Minh Hóa              | Quảng Bình            |           |               | 50.670         | 1.393,8         | 36                        | 13             |
| 359       | Minh Long             | Quảng Ngãi            |           | 1915          | 18.722         | 217,2           | 86                        | 5              |
| 360       | Mỏ Cày Bắc            | Bến Tre               |           | 2009          | 113.210        | 165,2           | 685                       | 13             |
| 361       | Mỏ Cày Nam            | Bến Tre               |           | 2009          | 143.577        | 230,8           | 622                       | 16             |
| 362       | Mộ Đức                | Quảng Ngãi            |           | 1841          | 112.592        | 214,0           | 526                       | 12             |
| 363       | Mộc Châu              | Sơn La                | thị xã    |               | 114.460        | 1.071,7         | 107                       | 15             |
| 364       | Mộc Hóa               | Long An               |           | 1976          | 28.165         | 300,0           | 94                        | 7              |
| 365       | Móng Cái              | Quảng Ninh            | thành phố |               | 108.553        | 519,6           | 209                       | 16             |
| 366       | Mù Cang Chải          | Yên Bái               |           | 1955          | 63.961         | 1.197,9         | 53                        | 14             |
| 367       | Mường Ảng             | Điện Biên             |           | 2006          | 48.416         | 443,5           | 109                       | 10             |
| 368       | Mường Chà             | Điện Biên             |           | 2005          | 48.005         | 1.199,4         | 40                        | 12             |
| 369       | Mường Khương          | Lào Cai               |           |               | 63.682         | 556,1           | 115                       | 16             |
| 370       | Mường La              | Sơn La                |           |               | 99.534         | 1.425,4         | 70                        | 16             |
| 371       | Mường Lát             | Thanh Hóa             |           | 1996          | 39.948         | 812,4           | 49                        | 8              |
| 372       | Mường Lay             | Điện Biên             | thị xã    |               | 11.162         | 112,6           | 99                        | 3              |
| 373       | Mường Nhé             | Điện Biên             |           | 2002          | 45.727         | 1.573,7         | 29                        | 11             |
| 374       | Mường Tè              | Lai Châu              |           |               | 46.143         | 2.679,3         | 17                        | 14             |
| 375       | Mỹ Đức                | Hà Nội                |           |               | 199.901        | 226,3           | 883                       | 20             |
| 376       | Mỹ Hào                | Hưng Yên              | thị xã    |               | 158.673        | 79,4            | 1.998                     | 13             |
| 377       | Mỹ Tho                | Tiền Giang            | thành phố |               | 228.109        | 82,3            | 2.772                     | 14             |
| 378       | Mỹ Tú                 | Sóc Trăng             |           | 1976          | 90.524         | 368,2           | 246                       | 10             |
| 379       | Mỹ Xuyên              | Sóc Trăng             |           |               | 150.067        | 373,7           | 402                       | 11             |
| 380       | Na Hang               | Tuyên Quang           |           | 1944          | 43.248         | 863,5           | 50                        | 12             |
| 381       | Na Rì                 | Bắc Kạn               |           |               | 38.263         | 853,0           | 45                        | 17             |
| 382       | Năm Căn               | Cà Mau                |           | 1956          | 56.813         | 482,8           | 118                       | 8              |
| 383       | Nam Đàn               | Nghệ An               |           | 1886          | 164.634        | 292,5           | 563                       | 17             |
| 384       | Nam Định              | Nam Định              | thành phố |               | 364.181        | 120,9           | 3.012                     | 21             |
| 385       | Nam Giang             | Quảng Nam             |           | 1999          | 26.123         | 1.846,6         | 14                        | 12             |
| 386       | Nậm Nhùn              | Lai Châu              |           | 2012          | 27.261         | 1.388,0         | 20                        | 11             |
| 387       | Nậm Pồ                | Điện Biên             |           | 2012          | 54.908         | 1.498,1         | 37                        | 15             |
| 388       | Nam Sách              | Hải Dương             |           |               | 126.325        | 111,0           | 1.138                     | 15             |
| 389       | Nam Trà My            | Quảng Nam             |           | 2003          | 31.306         | 826,4           | 38                        | 10             |
| 390       | Nam Trực              | Nam Định              |           |               | 183.241        | 163,9           | 1.118                     | 18             |
| 391       | Nam Từ Liêm           | Hà Nội                | quận      |               | 269.076        | 32,2            | 8.364                     | 10             |
| 392       | Ngã Bảy               | Hậu Giang             | thành phố |               | 101.192        | 78,1            | 1.296                     | 6              |
| 393       | Ngã Năm               | Sóc Trăng             | thị xã    |               | 74.115         | 242,2           | 306                       | 8              |
| 394       | Nga Sơn               | Thanh Hóa             |           |               | 141.114        | 157,8           | 894                       | 23             |
| 395       | Ngân Sơn              | Bắc Kạn               |           |               | 29.269         | 645,9           | 45                        | 10             |
| 396       | Nghi Lộc              | Nghệ An               |           | 1894          | 218.005        | 345,9           | 630                       | 23             |
| 397       | Nghi Sơn              | Thanh Hóa             | thị xã    |               | 307.304        | 455,6           | 675                       | 30             |
| 398       | Nghi Xuân             | Hà Tĩnh               |           |               | 102.160        | 222,5           | 459                       | 17             |
| 399       | Nghĩa Đàn             | Nghệ An               |           |               | 140.515        | 617,8           | 227                       | 20             |
| 400       | Nghĩa Hành            | Quảng Ngãi            |           | 1890          | 82.250         | 234,4           | 351                       | 12             |
| 401       | Nghĩa Hưng            | Nam Định              |           |               | 175.786        | 258,9           | 679                       | 20             |
| 402       | Nghĩa Lộ              | Yên Bái               | thị xã    |               | 68.206         | 107,8           | 633                       | 14             |
| 403       | Ngô Quyền             | Hải Phòng             | quận      |               | 165.309        | 11,3            | 14.629                    | 8              |
| 404       | Ngọc Hiển             | Cà Mau                |           | 1984          | 66.874         | 708,6           | 94                        | 7              |
| 405       | Ngọc Hồi              | Kon Tum               |           | 1991          | 58.913         | 843,8           | 70                        | 8              |
| 406       | Ngọc Lặc              | Thanh Hóa             |           |               | 136.611        | 491,0           | 278                       | 21             |
| 407       | Ngũ Hành Sơn          | Đà Nẵng               | quận      |               | 90.352         | 40,2            | 2.248                     | 4              |
| 408       | Nguyên Bình           | Cao Bằng              |           |               | 39.654         | 838,0           | 47                        | 17             |
| 409       | Nhà Bè                | Thành phố Hồ Chí Minh |           | 1975          | 206.837        | 100,4           | 2.060                     | 7              |
| 410       | Nha Trang             | Khánh Hòa             | thành phố |               | 422.601        | 254,3           | 1.660                     | 22             |
| 411       | Nho Quan              | Ninh Bình             |           | 1862          | 149.830        | 450,6           | 333                       | 27             |
| 412       | Nhơn Trạch            | Đồng Nai              |           | 1961          | 185.041        | 376,78          | 491                       | 12             |
| 413       | Như Thanh             | Thanh Hóa             |           | 1996          | 94.906         | 588,1           | 161                       | 14             |
| 414       | Như Xuân              | Thanh Hóa             |           |               | 66.240         | 721,7           | 92                        | 16             |
| 415       | Ninh Giang            | Hải Dương             |           | 1822          | 146.493        | 136,8           | 1.071                     | 16             |
| 416       | Ninh Hải              | Ninh Thuận            |           |               | 92.231         | 253,6           | 364                       | 9              |
| 417       | Ninh Hòa              | Khánh Hòa             | thị xã    |               | 230.049        | 1.108,0         | 208                       | 26             |
| 418       | Ninh Kiều             | Cần Thơ               | quận      |               | 280.494        | 29,2            | 9.606                     | 8              |
| 419       | Ninh Phước            | Ninh Thuận            |           | 1981          | 128.028        | 342,0           | 374                       | 9              |
| 420       | Ninh Sơn              | Ninh Thuận            |           | 1981          | 71.888         | 771,8           | 93                        | 8              |
| 421       | Nông Cống             | Thanh Hóa             |           |               | 182.801        | 285,1           | 641                       | 29             |
| 422       | Núi Thành             | Quảng Nam             |           | 1983          | 147.721        | 555,8           | 266                       | 17             |
| 423       | Ô Môn                 | Cần Thơ               | quận      |               | 128.677        | 131,9           | 976                       | 7              |
| 424       | Pác Nặm               | Bắc Kạn               |           | 2003          | 33.439         | 475,4           | 70                        | 10             |
| 425       | Phan Rang – Tháp Chàm | Ninh Thuận            | thành phố |               | 167.394        | 79,2            | 2.114                     | 13             |
| 426       | Phan Thiết            | Bình Thuận            | thành phố |               | 226.736        | 210,9           | 1.075                     | 15             |
| 427       | Phổ Yên               | Thái Nguyên           | thành phố |               | 196.378        | 258,9           | 759                       | 18             |
| 428       | Phong Điền            | Cần Thơ               |           | 2004          | 98.424         | 126,3           | 779                       | 7              |
| 429       | Phong Điền            | Huế                   | thị xã    |               | 87.781         | 948,2           | 93                        | 12             |
| 430       | Phong Thổ             | Lai Châu              |           |               | 79.645         | 1.029,2         | 77                        | 17             |
| 431       | Phú Bình              | Thái Nguyên           |           |               | 156.804        | 243,4           | 644                       | 20             |
| 432       | Phù Cát               | Bình Định             |           |               | 183.440        | 680,7           | 269                       | 18             |
| 433       | Phù Cừ                | Hưng Yên              |           | 1842          | 79.954         | 94,6            | 845                       | 13             |
| 434       | Phú Giáo              | Bình Dương            |           | 1959          | 89.741         | 544,4           | 165                       | 11             |
| 435       | Phú Hòa               | Phú Yên               |           | 2002          | 102.074        | 258,8           | 394                       | 9              |
| 436       | Phú Lộc               | Huế                   |           |               | 154.146        | 1.368,2         | 218                       | 27             |
| 437       | Phú Lương             | Thái Nguyên           |           |               | 102.292        | 350,7           | 292                       | 14             |
| 438       | Phủ Lý                | Hà Nam                | thành phố |               | 158.212        | 87,6            | 1.806                     | 14             |
| 439       | Phú Mỹ                | Bà Rịa – Vũng Tàu     | thị xã    |               | 179.786        | 333,8           | 539                       | 10             |
| 440       | Phù Mỹ                | Bình Định             |           |               | 161.563        | 555,9           | 291                       | 19             |
| 441       | Phú Nhuận             | Thành phố Hồ Chí Minh | quận      |               | 163.961        | 4,9             | 33.461                    | 11             |
| 442       | Phú Ninh              | Quảng Nam             |           | 2005          | 77.204         | 255,7           | 302                       | 10             |
| 443       | Phù Ninh              | Phú Thọ               |           |               | 111.011        | 157,4           | 705                       | 17             |
| 444       | Phú Quốc              | Kiên Giang            | thành phố |               | 179.480        | 589,3           | 305                       | 9              |
| 445       | Phú Quý               | Bình Thuận            | huyện đảo | 1977          | 26.918         | 17,9            | 1.504                     | 3              |
| 446       | Phú Riềng             | Bình Phước            |           | 2015          | 110.946        | 673,76          | 165                       | 10             |
| 447       | Phú Tân               | An Giang              |           | 1968          | 188.951        | 313,1           | 603                       | 18             |
| 448       | Phú Tân               | Cà Mau                |           | 1978          | 97.703         | 461,9           | 218                       | 9              |
| 449       | Phú Thiện             | Gia Lai               |           | 2007          | 78.627         | 505,2           | 156                       | 10             |
| 450       | Phú Thọ               | Phú Thọ               | thị xã    |               | 70.653         | 65,2            | 1.084                     | 9              |
| 451       | Phú Vang              | Huế                   |           |               | 137.962        | 235,4           | 646                       | 14             |
| 452       | Phú Xuân              | Huế                   | quận      | 2025          | 203.142        | 127,0           | 1.599                     | 13             |
| 453       | Phú Xuyên             | Hà Nội                |           |               | 213.984        | 171,4           | 1.248                     | 23             |
| 454       | Phù Yên               | Sơn La                |           | 1814          | 114.974        | 1.234,2         | 93                        | 25             |
| 455       | Phúc Thọ              | Hà Nội                |           | 1822          | 184.024        | 118,6           | 1.552                     | 18             |
| 456       | Phúc Yên              | Vĩnh Phúc             | thành phố |               | 106.002        | 120,1           | 883                       | 9              |
| 457       | Phụng Hiệp            | Hậu Giang             |           | 1917          | 188.017        | 483,7           | 389                       | 15             |
| 458       | Phước Long            | Bình Phước            | thị xã    |               | 73.043         | 119,35          | 612                       | 7              |
| 459       | Phước Long            | Bạc Liêu              |           | 1920          | 124.268        | 416,2           | 299                       | 8              |
| 460       | Phước Sơn             | Quảng Nam             |           | 1948          | 26.337         | 1.153,3         | 23                        | 12             |
| 461       | Pleiku                | Gia Lai               | thành phố |               | 254.802        | 260,8           | 977                       | 21             |
| 462       | Quận 1                | Thành phố Hồ Chí Minh | quận      |               | 142.625        | 7,7             | 18.523                    | 10             |
| 463       | Quận 3                | Thành phố Hồ Chí Minh | quận      |               | 190.375        | 4,9             | 38.852                    | 10             |
| 464       | Quận 4                | Thành phố Hồ Chí Minh | quận      |               | 175.329        | 4,2             | 41.745                    | 10             |
| 465       | Quận 5                | Thành phố Hồ Chí Minh | quận      |               | 159.073        | 4,3             | 36.994                    | 10             |
| 466       | Quận 6                | Thành phố Hồ Chí Minh | quận      |               | 233.561        | 7,2             | 32.439                    | 10             |
| 467       | Quận 7                | Thành phố Hồ Chí Minh | quận      |               | 360.155        | 35,7            | 10.088                    | 10             |
| 468       | Quận 8                | Thành phố Hồ Chí Minh | quận      |               | 424.667        | 19,2            | 22.118                    | 10             |
| 469       | Quận 10               | Thành phố Hồ Chí Minh | quận      |               | 234.819        | 5,7             | 41.196                    | 11             |
| 470       | Quận 11               | Thành phố Hồ Chí Minh | quận      |               | 209.867        | 5,1             | 41.150                    | 10             |
| 471       | Quận 12               | Thành phố Hồ Chí Minh | quận      |               | 620.146        | 52,8            | 11.745                    | 11             |
| 472       | Quản Bạ               | Hà Giang              |           | 1962          | 53.476         | 542,2           | 99                        | 13             |
| 473       | Quan Hóa              | Thanh Hóa             |           |               | 48.856         | 990,7           | 49                        | 15             |
| 474       | Quan Sơn              | Thanh Hóa             |           | 1996          | 40.526         | 926,6           | 44                        | 12             |
| 475       | Quang Bình            | Hà Giang              |           | 2003          | 61.711         | 791,8           | 78                        | 15             |
| 476       | Quảng Điền            | Huế                   |           |               | 77.178         | 163,1           | 473                       | 11             |
| 477       | Quảng Hòa             | Cao Bằng              |           | 1967          | 66.620         | 669,0           | 100                       | 19             |
| 478       | Quảng Ngãi            | Quảng Ngãi            | thành phố |               | 261.417        | 156,9           | 1.666                     | 22             |
| 479       | Quảng Ninh            | Quảng Bình            |           |               | 90.335         | 1.194,2         | 76                        | 14             |
| 480       | Quảng Trạch           | Quảng Bình            |           |               | 110.380        | 447,9           | 246                       | 16             |
| 481       | Quảng Trị             | Quảng Trị             | thị xã    |               | 23.356         | 72,9            | 320                       | 5              |
| 482       | Quảng Xương           | Thanh Hóa             |           |               | 199.943        | 174,2           | 1.148                     | 26             |
| 483       | Quảng Yên             | Quảng Ninh            | thị xã    |               | 145.920        | 301,8           | 483                       | 19             |
| 484       | Quế Phong             | Nghệ An               |           | 1963          | 71.940         | 1.890,9         | 38                        | 13             |
| 485       | Quế Sơn               | Quảng Nam             |           | 1836          | 107.499        | 728,9           | 371                       | 18             |
| 486       | Quế Võ                | Bắc Ninh              | thị xã    |               | 213.753        | 155,1           | 1.378                     | 20             |
| 487       | Quốc Oai              | Hà Nội                |           | 1888          | 194.412        | 151,1           | 1.287                     | 17             |
| 488       | Quỳ Châu              | Nghệ An               |           | 1945          | 57.813         | 1.057,7         | 55                        | 12             |
| 489       | Quỳ Hợp               | Nghệ An               |           | 1963          | 134.154        | 942,7           | 142                       | 21             |
| 490       | Quy Nhơn              | Bình Định             | thành phố |               | 290.053        | 286,1           | 1.014                     | 17             |
| 491       | Quỳnh Lưu             | Nghệ An               |           |               | 276.259        | 436,2           | 633                       | 25             |
| 492       | Quỳnh Nhai            | Sơn La                |           |               | 64.045         | 1.056,0         | 61                        | 11             |
| 493       | Quỳnh Phụ             | Thái Bình             |           | 1969          | 240.940        | 210,0           | 1.147                     | 35             |
| 494       | Rạch Giá              | Kiên Giang            | thành phố |               | 227.527        | 103,6           | 2.196                     | 12             |
| 495       | Sa Đéc                | Đồng Tháp             | thành phố |               | 106.198        | 59,1            | 1.797                     | 9              |
| 496       | Sa Pa                 | Lào Cai               | thị xã    |               | 81.857         | 681,4           | 120                       | 16             |
| 497       | Sa Thầy               | Kon Tum               |           | 1978          | 49.914         | 1.431,7         | 35                        | 11             |
| 498       | Sầm Sơn               | Thanh Hóa             | thành phố |               | 109.208        | 44,9            | 2.432                     | 11             |
| 499       | Si Ma Cai             | Lào Cai               |           | 1966          | 37.490         | 234,9           | 160                       | 10             |
| 500       | Sìn Hồ                | Lai Châu              |           |               | 83.643         | 1.527,0         | 55                        | 22             |
| 501       | Sóc Sơn               | Hà Nội                |           | 1977          | 343.432        | 304,8           | 1.127                     | 26             |
| 502       | Sóc Trăng             | Sóc Trăng             | thành phố |               | 137.305        | 76,0            | 1.807                     | 9              |
| 503       | Sơn Động              | Bắc Giang             |           | 1909          | 76.106         | 860,2           | 88                        | 17             |
| 504       | Sơn Dương             | Tuyên Quang           |           |               | 183.600        | 787,8           | 233                       | 30             |
| 505       | Sơn Hà                | Quảng Ngãi            |           |               | 78.377         | 752,1           | 104                       | 14             |
| 506       | Sơn Hòa               | Phú Yên               |           | 1899          | 59.497         | 937,8           | 63                        | 14             |
| 507       | Sơn La                | Sơn La                | thành phố |               | 106.052        | 323,5           | 328                       | 12             |
| 508       | Sơn Tây               | Hà Nội                | thị xã    |               | 145.856        | 117,4           | 1.242                     | 13             |
| 509       | Sơn Tây               | Quảng Ngãi            |           | 1965          | 21.174         | 381,5           | 56                        | 9              |
| 510       | Sơn Tịnh              | Quảng Ngãi            |           | 1890          | 95.843         | 243,1           | 394                       | 11             |
| 511       | Sơn Trà               | Đà Nẵng               | quận      |               | 157.415        | 63,4            | 2.483                     | 6              |
| 512       | Sông Cầu              | Phú Yên               | thị xã    |               | 99.432         | 492,8           | 202                       | 13             |
| 513       | Sông Công             | Thái Nguyên           | thành phố |               | 69.382         | 96,7            | 717                       | 10             |
| 514       | Sông Hinh             | Phú Yên               |           |               | 51.816         | 893,2           | 58                        | 11             |
| 515       | Sông Lô               | Vĩnh Phúc             |           | 2008          | 98.738         | 149,9           | 659                       | 14             |
| 516       | Sông Mã               | Sơn La                |           | 1953          | 154.224        | 1.639,9         | 94                        | 19             |
| 517       | Sốp Cộp               | Sơn La                |           | 2003          | 50.215         | 1.473,4         | 34                        | 8              |
| 518       | Tam Bình              | Vĩnh Long             |           | 1916          | 151.520        | 290,7           | 521                       | 16             |
| 519       | Tam Đảo               | Vĩnh Phúc             |           | 2003          | 83.931         | 234,7           | 358                       | 9              |
| 520       | Tam Điệp              | Ninh Bình             | thành phố |               | 62.866         | 104,9           | 599                       | 9              |
| 521       | Tam Dương             | Vĩnh Phúc             |           |               | 114.391        | 108,3           | 1.056                     | 12             |
| 522       | Tam Đường             | Lai Châu              |           | 2002          | 52.470         | 662,9           | 79                        | 13             |
| 523       | Tam Kỳ                | Quảng Nam             | thành phố |               | 122.374        | 94,0            | 1.302                     | 12             |
| 524       | Tam Nông              | Đồng Tháp             |           |               | 99.995         | 475,0           | 211                       | 12             |
| 525       | Tam Nông              | Phú Thọ               |           |               | 87.931         | 155,6           | 565                       | 12             |
| 526       | Tân An                | Long An               | thành phố |               | 145.120        | 81,7            | 1.776                     | 13             |
| 527       | Tân Biên              | Tây Ninh              |           |               | 102.190        | 861,0           | 119                       | 10             |
| 528       | Tân Bình              | Thành phố Hồ Chí Minh | quận      |               | 474.792        | 22,4            | 21.196                    | 15             |
| 529       | Tân Châu              | An Giang              | thị xã    |               | 141.211        | 176,4           | 801                       | 14             |
| 530       | Tân Châu              | Tây Ninh              |           | 1989          | 134.743        | 1.103,2         | 122                       | 12             |
| 531       | Tân Hiệp              | Kiên Giang            |           |               | 125.459        | 422,9           | 297                       | 11             |
| 532       | Tân Hồng              | Đồng Tháp             |           | 1989          | 75.456         | 311,0           | 243                       | 9              |
| 533       | Tân Hưng              | Long An               |           | 1994          | 47.651         | 501,9           | 95                        | 12             |
| 534       | Tân Kỳ                | Nghệ An               |           | 1963          | 147.257        | 729,2           | 202                       | 20             |
| 535       | Tân Lạc               | Hòa Bình              |           | 1957          | 86.889         | 532,0           | 163                       | 16             |
| 536       | Tân Phú               | Thành phố Hồ Chí Minh | quận      |               | 485.348        | 16,1            | 30.146                    | 11             |
| 537       | Tân Phú               | Đồng Nai              |           | 1975          | 207.968        | 774,92          | 268                       | 16             |
| 538       | Tân Phú Đông          | Tiền Giang            |           | 2008          | 42.078         | 223,1           | 189                       | 6              |
| 539       | Tân Phước             | Tiền Giang            |           | 1994          | 65.331         | 330,1           | 198                       | 12             |
| 540       | Tân Sơn               | Phú Thọ               |           | 2007          | 85.731         | 688,6           | 125                       | 17             |
| 541       | Tân Thạnh             | Long An               |           | 1980          | 77.537         | 422,9           | 183                       | 13             |
| 542       | Tân Trụ               | Long An               |           | 1952          | 66.502         | 106,4           | 625                       | 10             |
| 543       | Tân Uyên              | Bình Dương            | thành phố |               | 370.512        | 191,8           | 1.932                     | 12             |
| 544       | Tân Uyên              | Lai Châu              |           | 2008          | 58.104         | 897,3           | 65                        | 10             |
| 545       | Tân Yên               | Bắc Giang             |           | 1957          | 177.265        | 208,3           | 851                       | 19             |
| 546       | Tánh Linh             | Bình Thuận            |           | 1983          | 98.516         | 1.198,6         | 82                        | 13             |
| 547       | Tây Giang             | Quảng Nam             |           | 2003          | 20.005         | 913,7           | 22                        | 10             |
| 548       | Tây Hồ                | Hà Nội                | quận      |               | 160.495        | 24,4            | 6.578                     | 8              |
| 549       | Tây Hòa               | Phú Yên               |           | 2005          | 110.983        | 623,7           | 178                       | 11             |
| 550       | Tây Ninh              | Tây Ninh              | thành phố |               | 133.805        | 140,0           | 956                       | 10             |
| 551       | Tây Sơn               | Bình Định             |           | 1975          | 115.968        | 692,2           | 168                       | 15             |
| 552       | Thạch An              | Cao Bằng              |           |               | 29.820         | 691,0           | 43                        | 14             |
| 553       | Thạch Hà              | Hà Tĩnh               |           |               | 219.391        | 471,3           | 1.070                     | 22             |
| 554       | Thạch Thành           | Thanh Hóa             |           |               | 144.343        | 559,2           | 258                       | 24             |
| 555       | Thạch Thất            | Hà Nội                |           |               | 216.554        | 187,4           | 1.156                     | 20             |
| 556       | Thái Bình             | Thái Bình             | thành phố |               | 206.037        | 68,1            | 3.026                     | 19             |
| 557       | Thái Hòa              | Nghệ An               | thị xã    |               | 66.127         | 134,8           | 491                       | 9              |
| 558       | Thái Nguyên           | Thái Nguyên           | thành phố |               | 340.403        | 222,9           | 1.527                     | 32             |
| 559       | Thái Thụy             | Thái Bình             |           | 1969          | 255.222        | 268,4           | 951                       | 36             |
| 560       | Than Uyên             | Lai Châu              |           | 1909          | 67.550         | 792,5           | 85                        | 12             |
| 561       | Thăng Bình            | Quảng Nam             |           | 1906          | 173.726        | 412,4           | 421                       | 20             |
| 562       | Thanh Ba              | Phú Thọ               |           |               | 115.470        | 194,7           | 593                       | 19             |
| 563       | Thanh Bình            | Đồng Tháp             |           | 1957          | 134.903        | 341,9           | 395                       | 13             |
| 564       | Thanh Chương          | Nghệ An               |           |               | 240.808        | 1.130,4         | 213                       | 29             |
| 565       | Thanh Hà              | Hải Dương             |           |               | 136.858        | 140,7           | 973                       | 16             |
| 566       | Thanh Hóa             | Thanh Hóa             | thành phố |               | 436.833        | 228,3           | 3.403                     | 47             |
| 567       | Thạnh Hóa             | Long An               |           | 1989          | 56.074         | 467,9           | 120                       | 11             |
| 568       | Thanh Khê             | Đà Nẵng               | quận      |               | 236.754        | 10,5            | 22.548                    | 6              |
| 569       | Thanh Liêm            | Hà Nam                |           |               | 118.569        | 164,9           | 719                       | 16             |
| 570       | Thanh Miện            | Hải Dương             |           |               | 137.537        | 123,5           | 1.114                     | 17             |
| 571       | Thanh Oai             | Hà Nội                |           |               | 211.029        | 123,9           | 1.703                     | 20             |
| 572       | Thạnh Phú             | Bến Tre               |           |               | 127.841        | 426,5           | 300                       | 18             |
| 573       | Thanh Sơn             | Phú Thọ               |           | 1833          | 133.132        | 621,1           | 214                       | 23             |
| 574       | Thanh Thủy            | Phú Thọ               |           | 1833          | 84.622         | 125,7           | 673                       | 11             |
| 575       | Thanh Trì             | Hà Nội                |           |               | 275.745        | 63,5            | 4.342                     | 16             |
| 576       | Thạnh Trị             | Sóc Trăng             |           |               | 73.596         | 287,5           | 256                       | 10             |
| 577       | Thanh Xuân            | Hà Nội                | quận      |               | 293.524        | 9,1             | 32.255                    | 9              |
| 578       | Tháp Mười             | Đồng Tháp             |           | 1981          | 131.791        | 530,0           | 249                       | 13             |
| 579       | Thiệu Hóa             | Thanh Hóa             |           | 1815          | 160.732        | 159,9           | 1.005                     | 24             |
| 580       | Thọ Xuân              | Thanh Hóa             |           |               | 195.998        | 292,3           | 671                       | 30             |
| 581       | Thoại Sơn             | An Giang              |           | 1979          | 163.427        | 470,8           | 347                       | 17             |
| 582       | Thới Bình             | Cà Mau                |           | 1944          | 135.892        | 636,4           | 214                       | 12             |
| 583       | Thới Lai              | Cần Thơ               |           | 2008          | 109.684        | 266,9           | 411                       | 13             |
| 584       | Thống Nhất            | Đồng Nai              |           | 1973          | 200.083        | 248,53          | 805                       | 10             |
| 585       | Thốt Nốt              | Cần Thơ               | quận      |               | 155.360        | 122,0           | 1.273                     | 9              |
| 586       | Thủ Dầu Một           | Bình Dương            | thành phố |               | 321.607        | 118,9           | 2.705                     | 14             |
| 587       | Thủ Đức               | Thành phố Hồ Chí Minh | thành phố |               | 1.013.795      | 211,6           | 4.791                     | 34             |
| 588       | Thủ Thừa              | Long An               |           | 1922          | 98.333         | 299,1           | 329                       | 12             |
| 589       | Thuận An              | Bình Dương            | thành phố |               | 508.433        | 83,7            | 6.074                     | 10             |
| 590       | Thuận Bắc             | Ninh Thuận            |           | 2005          | 43.322         | 318,3           | 136                       | 6              |
| 591       | Thuận Châu            | Sơn La                |           |               | 172.763        | 1.533,4         | 113                       | 28             |
| 592       | Thuận Hóa             | Huế                   | quận      | 2025          | 297.507        | 139,4           | 2.134                     | 19             |
| 593       | Thuận Nam             | Ninh Thuận            |           | 2009          | 57.006         | 563,3           | 101                       | 8              |
| 594       | Thuận Thành           | Bắc Ninh              | thị xã    |               | 199.577        | 117,8           | 1.694                     | 18             |
| 595       | Thường Tín            | Hà Nội                |           |               | 254.702        | 130,4           | 1.953                     | 27             |
| 596       | Thường Xuân           | Thanh Hóa             |           |               | 89.131         | 1.107,2         | 81                        | 16             |
| 597       | Thủy Nguyên           | Hải Phòng             | thành phố |               | 397.570        | 269,1           | 1.477                     | 21             |
| 598       | Tiên Du               | Bắc Ninh              |           |               | 195.993        | 95,6            | 2.049                     | 14             |
| 599       | Tiền Hải              | Thái Bình             |           |               | 215.535        | 231,3           | 932                       | 28             |
| 600       | Tiên Lãng             | Hải Phòng             |           |               | 154.789        | 193,4           | 800                       | 19             |
| 601       | Tiên Lữ               | Hưng Yên              |           |               | 93.118         | 78,6            | 1.185                     | 11             |
| 602       | Tiên Phước            | Quảng Nam             |           | 1916          | 66.239         | 454,6           | 146                       | 14             |
| 603       | Tiên Yên              | Quảng Ninh            |           |               | 50.830         | 652,1           | 78                        | 11             |
| 604       | Tiểu Cần              | Trà Vinh              |           | 1928          | 107.846        | 227,2           | 475                       | 11             |
| 605       | Tịnh Biên             | An Giang              | thị xã    |               | 143.098        | 354,6           | 306                       | 14             |
| 606       | Trà Bồng              | Quảng Ngãi            |           | 1915          | 53.379         | 760,3           | 70                        | 16             |
| 607       | Trà Cú                | Trà Vinh              |           | 1950          | 146.329        | 317,5           | 461                       | 17             |
| 608       | Trà Ôn                | Vĩnh Long             |           | 1921          | 129.589        | 267,2           | 485                       | 13             |
| 609       | Trà Vinh              | Trà Vinh              | thành phố |               | 112.584        | 67,9            | 1.658                     | 8              |
| 610       | Trạm Tấu              | Yên Bái               |           | 1964          | 33.962         | 743,4           | 46                        | 11             |
| 611       | Trần Đề               | Sóc Trăng             |           | 2009          | 112.463        | 378,0           | 298                       | 11             |
| 612       | Trần Văn Thời         | Cà Mau                |           | 1950          | 197.679        | 697,5           | 283                       | 13             |
| 613       | Trấn Yên              | Yên Bái               |           |               | 84.675         | 629,1           | 135                       | 18             |
| 614       | Trảng Bàng            | Tây Ninh              | thị xã    |               | 161.831        | 340,1           | 476                       | 10             |
| 615       | Trảng Bom             | Đồng Nai              |           | 2003          | 349.480        | 327,24          | 1.068                     | 17             |
| 616       | Tràng Định            | Lạng Sơn              |           | 1836          | 59.827         | 1.016,7         | 59                        | 20             |
| 617       | Tri Tôn               | An Giang              |           | 1948          | 117.431        | 600,2           | 196                       | 15             |
| 618       | Triệu Phong           | Quảng Trị             |           |               | 88.852         | 353,8           | 251                       | 16             |
| 619       | Triệu Sơn             | Thanh Hóa             |           | 1965          | 202.386        | 290,1           | 698                       | 32             |
| 620       | Trực Ninh             | Nam Định              |           |               | 172.557        | 144,0           | 1.198                     | 21             |
| 621       | Trùng Khánh           | Cao Bằng              |           |               | 70.424         | 688,0           | 102                       | 21             |
| 622       | Trường Sa             | Khánh Hòa             | huyện đảo | 1982          | 93             | 496,3           | 0                         | 3              |
| 623       | Tứ Kỳ                 | Hải Dương             |           |               | 152.541        | 165,3           | 923                       | 20             |
| 624       | Tu Mơ Rông            | Kon Tum               |           | 2005          | 27.411         | 859,3           | 32                        | 11             |
| 625       | Tư Nghĩa              | Quảng Ngãi            |           |               | 128.661        | 206,3           | 624                       | 13             |
| 626       | Từ Sơn                | Bắc Ninh              | thành phố |               | 192.554        | 61,1            | 3.152                     | 12             |
| 627       | Tủa Chùa              | Điện Biên             |           | 1955          | 57.460         | 685,3           | 84                        | 12             |
| 628       | Tuần Giáo             | Điện Biên             |           |               | 87.883         | 1.137,8         | 77                        | 19             |
| 629       | Tương Dương           | Nghệ An               |           |               | 77.830         | 2.811,3         | 28                        | 17             |
| 630       | Tuy An                | Phú Yên               |           | 1947          | 123.167        | 407,6           | 302                       | 15             |
| 631       | Tuy Đức               | Đắk Nông              |           | 2006          | 61.312         | 1.119,3         | 55                        | 6              |
| 632       | Tuy Hòa               | Phú Yên               | thành phố |               | 155.921        | 110,6           | 1.410                     | 12             |
| 633       | Tuy Phong             | Bình Thuận            |           | 1827          | 144.800        | 773,7           | 187                       | 11             |
| 634       | Tuy Phước             | Bình Định             |           |               | 180.191        | 219,9           | 819                       | 13             |
| 635       | Tuyên Hóa             | Quảng Bình            |           |               | 77.754         | 1.128,7         | 69                        | 19             |
| 636       | Tuyên Quang           | Tuyên Quang           | thành phố |               | 191.118        | 184,4           | 1.036                     | 15             |
| 637       | U Minh Thượng         | Kiên Giang            |           | 2007          | 63.415         | 432,7           | 147                       | 6              |
| 638       | U Minh                | Cà Mau                |           | 1978          | 100.876        | 771,8           | 131                       | 8              |
| 639       | Ứng Hòa               | Hà Nội                |           | 1814          | 210.869        | 188,2           | 1.120                     | 20             |
| 640       | Uông Bí               | Quảng Ninh            | thành phố |               | 120.982        | 255,5           | 474                       | 10             |
| 641       | Văn Bàn               | Lào Cai               |           |               | 89.167         | 1.423,5         | 63                        | 22             |
| 642       | Vân Canh              | Bình Định             |           | 1947          | 27.875         | 804,2           | 35                        | 7              |
| 643       | Văn Chấn              | Yên Bái               |           |               | 116.804        | 1.129,9         | 103                       | 24             |
| 644       | Vân Đồn               | Quảng Ninh            | huyện đảo | 1994          | 46.616         | 581,8           | 80                        | 12             |
| 645       | Văn Giang             | Hưng Yên              |           |               | 120.799        | 71,8            | 1.682                     | 11             |
| 646       | Vân Hồ                | Sơn La                |           | 2013          | 62.188         | 982,9           | 63                        | 14             |
| 647       | Văn Lâm               | Hưng Yên              |           | 1890          | 133.027        | 75,2            | 1.769                     | 11             |
| 648       | Văn Lãng              | Lạng Sơn              |           | 1964          | 49.696         | 567,4           | 88                        | 17             |
| 649       | Vạn Ninh              | Khánh Hòa             |           |               | 130.231        | 561,8           | 232                       | 13             |
| 650       | Văn Quan              | Lạng Sơn              |           | 1964          | 54.202         | 547,6           | 99                        | 15             |
| 652       | Văn Yên               | Yên Bái               |           | 1964          | 129.679        | 1.390,3         | 93                        | 25             |
| 653       | Vị Thanh              | Hậu Giang             | thành phố |               | 73.322         | 119,1           | 616                       | 9              |
| 653       | Vị Thủy               | Hậu Giang             |           | 1999          | 90.126         | 230,2           | 392                       | 10             |
| 654       | Vị Xuyên              | Hà Giang              |           | 1833          | 110.465        | 1.478,4         | 75                        | 24             |
| 655       | Việt Trì              | Phú Thọ               | thành phố |               | 214.777        | 111,5           | 1.926                     | 20             |
| 656       | Việt Yên              | Bắc Giang             | thị xã    |               | 229.162        | 171,0           | 1.340                     | 17             |
| 657       | Vĩnh Bảo              | Hải Phòng             |           | 1838          | 182.835        | 183,3           | 997                       | 20             |
| 658       | Vĩnh Châu             | Sóc Trăng             | thị xã    |               | 164.680        | 468,7           | 351                       | 10             |
| 659       | Vĩnh Cửu              | Đồng Nai              |           | 1948          | 162.016        | 1.089,14        | 149                       | 10             |
| 660       | Vĩnh Hưng             | Long An               |           | 1978          | 50.074         | 378,1           | 132                       | 10             |
| 661       | Vĩnh Linh             | Quảng Trị             |           | 1990          | 87.451         | 617,2           | 142                       | 18             |
| 662       | Vĩnh Lộc              | Thanh Hóa             |           |               | 86.362         | 157,7           | 548                       | 13             |
| 663       | Vĩnh Lợi              | Bạc Liêu              |           |               | 101.025        | 251,0           | 402                       | 8              |
| 664       | Vĩnh Long             | Vĩnh Long             | thành phố |               | 137.870        | 47,8            | 2.884                     | 10             |
| 665       | Vĩnh Thạnh            | Cần Thơ               |           | 2008          | 98.399         | 305,8           | 322                       | 11             |
| 666       | Vĩnh Thạnh            | Bình Định             |           | 1947          | 30.587         | 716,9           | 43                        | 9              |
| 667       | Vĩnh Thuận            | Kiên Giang            |           | 1964          | 81.875         | 394,4           | 208                       | 8              |
| 668       | Vĩnh Tường            | Vĩnh Phúc             |           | 1822          | 205.345        | 144,0           | 1.426                     | 20             |
| 669       | Vĩnh Yên              | Vĩnh Phúc             | thành phố |               | 124.455        | 50,4            | 2.469                     | 9              |
| 670       | Vinh                  | Nghệ An               | thành phố |               | 394.782        | 132,8           | 5.229                     | 33             |
| 671       | Võ Nhai               | Thái Nguyên           |           |               | 68.080         | 839,4           | 81                        | 15             |
| 672       | Vụ Bản                | Nam Định              |           | 1861          | 130.862        | 152,8           | 856                       | 14             |
| 673       | Vũ Quang              | Hà Tĩnh               |           | 2000          | 28.544         | 637,7           | 45                        | 10             |
| 674       | Vũ Thư                | Thái Bình             |           | 1969          | 227.921        | 196,9           | 1.158                     | 30             |
| 675       | Vũng Liêm             | Vĩnh Long             |           | 1908          | 149.371        | 309,6           | 482                       | 20             |
| 676       | Vũng Tàu              | Bà Rịa – Vũng Tàu     | thành phố |               | 357.124        | 150,4           | 2.374                     | 17             |
| 677       | Xín Mần               | Hà Giang              |           | 1965          | 67.999         | 587,0           | 116                       | 18             |
| 678       | Xuân Lộc              | Đồng Nai              |           |               | 285.105        | 724,32          | 393                       | 15             |
| 679       | Xuân Trường           | Nam Định              |           | 1862          | 149.480        | 116,1           | 1.288                     | 14             |
| 680       | Xuyên Mộc             | Bà Rịa – Vũng Tàu     |           | 1976          | 140.723        | 639,2           | 220                       | 13             |
| 681       | Ý Yên                 | Nam Định              |           |               | 229.006        | 261,1           | 877                       | 23             |
| 682       | Yên Bái               | Yên Bái               | thành phố |               | 100.631        | 106,8           | 942                       | 14             |
| 683       | Yên Bình              | Yên Bái               |           |               | 112.046        | 772,4           | 145                       | 23             |
| 684       | Yên Châu              | Sơn La                |           |               | 79.295         | 857,8           | 92                        | 14             |
| 685       | Yên Định              | Thanh Hóa             |           |               | 165.830        | 228,8           | 725                       | 25             |
| 686       | Yên Khánh             | Ninh Bình             |           | 1803          | 147.069        | 142,6           | 1.031                     | 19             |
| 687       | Yên Lạc               | Vĩnh Phúc             |           |               | 156.456        | 107,7           | 1.453                     | 16             |
| 688       | Yên Lập               | Phú Thọ               |           |               | 92.858         | 438,2           | 212                       | 17             |
| 689       | Yên Minh              | Hà Giang              |           | 1962          | 97.553         | 776,6           | 126                       | 18             |
| 690       | Yên Mô                | Ninh Bình             |           |               | 118.469        | 146,1           | 811                       | 17             |
| 691       | Yên Mỹ                | Hưng Yên              |           | 1890          | 159.146        | 92,4            | 1.723                     | 12             |
| 692       | Yên Phong             | Bắc Ninh              |           |               | 211.048        | 96,9            | 2.177                     | 14             |
| 693       | Yên Sơn               | Tuyên Quang           |           | 1913          | 145.390        | 1.067,7         | 136                       | 28             |
| 694       | Yên Thành             | Nghệ An               |           | 1837          | 301.635        | 547,9           | 551                       | 32             |
| 695       | Yên Thế               | Bắc Giang             |           |               | 101.135        | 306,4           | 330                       | 17             |
| 696       | Yên Thủy              | Hòa Bình              |           | 1964          | 60.143         | 288,9           | 208                       | 11             |

## Thống kê số lượng đơn vị hành chính cấp tỉnh
| STT | Tỉnh/Thành phố        | Thành phố | Thị xã | Quận | Huyện | Tổng |
| --- | --------------------- | --------- | ------ | ---- | ----- | ---- |
| 1   | An Giang              | 2         | 2      |      | 7     | 11   |
| 2   | Bà Rịa – Vũng Tàu     | 2         | 1      |      | 4     | 7    |
| 3   | Bạc Liêu              | 1         | 1      |      | 5     | 7    |
| 4   | Bắc Giang             | 1         | 2      |      | 7     | 10   |
| 5   | Bắc Kạn               | 1         |        |      | 7     | 8    |
| 6   | Bắc Ninh              | 2         | 2      |      | 4     | 8    |
| 7   | Bến Tre               | 1         |        |      | 8     | 9    |
| 8   | Bình Dương            | 5         |        |      | 4     | 9    |
| 9   | Bình Định             | 1         | 2      |      | 8     | 11   |
| 10  | Bình Phước            | 1         | 3      |      | 7     | 11   |
| 11  | Bình Thuận            | 1         | 1      |      | 8     | 10   |
| 12  | Cà Mau                | 1         |        |      | 8     | 9    |
| 13  | Cao Bằng              | 1         |        |      | 9     | 10   |
| 14  | Cần Thơ               |           |        | 5    | 4     | 9    |
| 15  | Đà Nẵng               |           |        | 6    | 2     | 8    |
| 16  | Đắk Lắk               | 1         | 1      |      | 13    | 15   |
| 17  | Đắk Nông              | 1         |        |      | 7     | 8    |
| 18  | Điện Biên             | 1         | 1      |      | 8     | 10   |
| 19  | Đồng Nai              | 2         |        |      | 9     | 11   |
| 20  | Đồng Tháp             | 3         |        |      | 9     | 12   |
| 21  | Gia Lai               | 1         | 2      |      | 14    | 17   |
| 22  | Hà Giang              | 1         |        |      | 10    | 11   |
| 23  | Hà Nam                | 1         | 2      |      | 3     | 6    |
| 24  | Hà Nội                |           | 1      | 12   | 17    | 30   |
| 25  | Hà Tĩnh               | 1         | 2      |      | 9     | 12   |
| 26  | Hải Dương             | 2         | 1      |      | 9     | 12   |
| 27  | Hải Phòng             | 1         |        | 8    | 6     | 15   |
| 28  | Hậu Giang             | 2         | 1      |      | 5     | 8    |
| 29  | Hòa Bình              | 1         |        |      | 9     | 10   |
| 30  | Thành phố Hồ Chí Minh | 1         |        | 16   | 5     | 22   |
| 31  | Huế                   |           | 3      | 2    | 4     | 9    |
| 32  | Hưng Yên              | 1         | 1      |      | 8     | 10   |
| 33  | Khánh Hòa             | 2         | 1      |      | 6     | 9    |
| 34  | Kiên Giang            | 3         |        |      | 12    | 15   |
| 35  | Kon Tum               | 1         |        |      | 9     | 10   |
| 36  | Lai Châu              | 1         |        |      | 7     | 8    |
| 37  | Lạng Sơn              | 1         |        |      | 10    | 11   |
| 38  | Lào Cai               | 1         | 1      |      | 7     | 9    |
| 39  | Lâm Đồng              | 2         |        |      | 8     | 10   |
| 40  | Long An               | 1         | 1      |      | 13    | 15   |
| 41  | Nam Định              | 1         |        |      | 8     | 9    |
| 42  | Nghệ An               | 1         | 2      |      | 17    | 20   |
| 43  | Ninh Bình             | 2         |        |      | 5     | 7    |
| 44  | Ninh Thuận            | 1         |        |      | 6     | 7    |
| 45  | Phú Thọ               | 1         | 1      |      | 11    | 13   |
| 46  | Phú Yên               | 1         | 2      |      | 6     | 9    |
| 47  | Quảng Bình            | 1         | 1      |      | 6     | 8    |
| 48  | Quảng Nam             | 2         | 1      |      | 14    | 17   |
| 49  | Quảng Ngãi            | 1         | 1      |      | 11    | 13   |
| 50  | Quảng Ninh            | 5         | 1      |      | 7     | 13   |
| 51  | Quảng Trị             | 1         | 1      |      | 8     | 10   |
| 52  | Sóc Trăng             | 1         | 2      |      | 8     | 11   |
| 53  | Sơn La                | 1         | 1      |      | 10    | 12   |
| 54  | Tây Ninh              | 1         | 2      |      | 6     | 9    |
| 55  | Thái Bình             | 1         |        |      | 8     | 9    |
| 56  | Thái Nguyên           | 3         |        |      | 6     | 9    |
| 57  | Thanh Hóa             | 2         | 2      |      | 22    | 26   |
| 58  | Tiền Giang            | 2         | 1      |      | 8     | 11   |
| 59  | Trà Vinh              | 1         | 1      |      | 7     | 9    |
| 60  | Tuyên Quang           | 1         |        |      | 6     | 7    |
| 61  | Vĩnh Long             | 1         | 1      |      | 6     | 8    |
| 62  | Vĩnh Phúc             | 2         |        |      | 7     | 9    |
| 63  | Yên Bái               | 1         | 1      |      | 7     | 9    |

## Danh sách các đơn vị hành chính cấp huyện không còn tồn tại
Lưu ý: Dưới đây chỉ tập hợp danh sách các đơn vị hành chính cấp huyện sau năm 1975, thuộc diện sáp nhập, chia tách hoặc đổi tên. Việc nâng cấp, chuyển đổi đơn vị hành chính không thuộc danh sách này.
| Tỉnh/Thành phố        | Tên đơn vị hành chính | Năm giải thể | Lý do giải thể |
| --------------------- | --------------------- | ------------ | --- |
| An Giang              | Bảy Núi               | 1979         | chia tách thành huyện Tri Tôn và huyện Tịnh Biên                                                                         |
| An Giang              | Huệ Đức               | 1977         | sáp nhập vào huyện Châu Thành                                                                                            |
| An Giang              | Phú Châu              | 1991         | chia tách thành huyện An Phú và huyện Tân Châu                                                                           |
| Bà Rịa – Vũng Tàu     | Châu Thành            | 1994         | chia tách thành thị xã Bà Rịa, huyện Tân Thành và huyện Châu Đức                                                         |
| Bà Rịa – Vũng Tàu     | Đất Đỏ                | 2025         | sáp nhập với huyện Long Điền thành huyện Long Đất                                                                        |
| Bà Rịa – Vũng Tàu     | Long Điền             | 2025         | sáp nhập với huyện Đất Đỏ thành huyện Long Đất                                                                           |
| Bà Rịa – Vũng Tàu     | Tân Thành             | 2018         | thành lập thị xã, đổi tên thành thị xã Phú Mỹ                                                                            |
| Bạc Liêu              | Châu Thành            | 1977         | sáp nhập một phần vào huyện Giá Rai                                                                                      |
| Bạc Liêu              | Minh Hải              | 1984         | đổi tên thành thị xã Bạc Liêu                                                                                            |
| Bắc Giang             | Phủ Lạng Thương       | 1959         | đổi tên thành thị xã Bắc Giang                                                                                           |
| Bắc Giang             | Yên Dũng              | 2025         | sáp nhập vào thành phố Bắc Giang                                                                                         |
| Bắc Kạn               | Chợ Rã                | 1984         | đổi tên thành huyện Ba Bể                                                                                                |
| Bắc Ninh              | Gia Lương             | 1999         | chia tách thành huyện Gia Bình và huyện Lương Tài                                                                        |
| Bắc Ninh              | Tiên Sơn              | 1999         | chia tách thành huyện Tiên Du và huyện Từ Sơn                                                                            |
| Bến Tre               | Mỏ Cày                | 2009         | chia tách thành huyện Mỏ Cày Bắc và huyện Mỏ Cày Nam                                                                     |
| Bình Dương            | Bến Cát               | 2013         | chia tách thành thị xã Bến Cát và huyện Bàu Bàng                                                                         |
| Bình Dương            | Châu Thành            | 1977         | sáp nhập vào huyện Tân Uyên và thị xã Thủ Dầu Một                                                                        |
| Bình Dương            | Lái Thiêu             | 1977         | sáp nhập với huyện Dĩ An thành huyện Thuận An                                                                            |
| Bình Dương            | Tân Uyên              | 2013         | chia tách thành thị xã Tân Uyên và huyện Bắc Tân Uyên                                                                    |
| Bình Định             | Phước Vân             | 1981         | chia tách thành huyện Tuy Phước và huyện Vân Canh                                                                        |
| Bình Phước            | Bình Long             | 2009         | chia tách thành thị xã Bình Long và huyện Hớn Quản                                                                       |
| Bình Phước            | Phước Bình            | 1977         | sáp nhập với huyện Bù Đăng và huyện Bù Đốp thành huyện Phước Long                                                        |
| Bình Phước            | Phước Long            | 2009         | chia tách thành thị xã Phước Long và huyện Bù Gia Mập                                                                    |
| Bình Thuận            | Hàm Thuận             | 1982         | chia tách thành huyện Hàm Thuận Bắc và huyện Hàm Thuận Nam                                                               |
| Cà Mau                | Châu Thành            | 1977         | sáp nhập một phần vào huyện Trần Văn Thời và Thới Bình                                                                   |
| Cà Mau                | Ngọc Hiển             | 1984         | đổi tên thành huyện Đầm Dơi                                                                                              |
| Cao Bằng              | Phục Hòa              | 2020         | sáp nhập với huyện Quảng Uyên thành huyện Quảng Hòa                                                                      |
| Cao Bằng              | Quảng Uyên            | 2020         | sáp nhập với huyện Phục Hòa thành huyện Quảng Hòa                                                                        |
| Cao Bằng              | Thông Nông            | 2020         | sáp nhập vào huyện Hà Quảng                                                                                              |
| Cao Bằng              | Trà Lĩnh              | 2020         | sáp nhập vào huyện Trùng Khánh                                                                                           |
| Cần Thơ               | Cần Thơ               | 2003         | chia tách thành các quận Bình Thủy, Cái Răng, Ninh Kiều                                                                  |
| Cần Thơ               | Ô Môn                 | 2003         | chia tách thành quận Ô Môn, huyện Phong Điền, huyện Cờ Đỏ                                                                |
| Đà Nẵng               | Đà Nẵng               | 1996         | chia tách thành các quận Hải Châu, Liên Chiểu, Ngũ Hành Sơn, Thanh Khê, Sơn Trà                                          |
| Đắk Lắk               | không có              | không có     | không có |
| Đắk Nông              | Đắk Nông              | 2005         | chia tách thành thị xã Gia Nghĩa và huyện Đắk Glong                                                                      |
| Điện Biên             | Lai Châu              | 2005         | chia tách, đổi tên thành thị xã Mường Lay                                                                                |
| Điện Biên             | Mường Lay             | 2005         | đổi tên thành huyện Mường Chà                                                                                            |
| Đồng Nai              | Long Khánh            | 2003         | chia tách thành thị xã Long Khánh và huyện Cẩm Mỹ                                                                        |
| Đồng Nai              | Vĩnh An               | 1994         | đổi tên thành huyện Vĩnh Cửu                                                                                             |
| Đồng Tháp             | Thạnh Hưng            | 1994         | đổi tên thành huyện Lấp Vò                                                                                               |
| Gia Lai               | An Khê                | 2003         | chia tách thành thị xã An Khê và huyện Đắk Pơ                                                                            |
| Gia Lai               | Ayun Pa               | 2007         | chia tách thành thị xã Ayun Pa và huyện Phú Thiện                                                                        |
| Hà Giang              | không có              | không có     | không có |
| Hà Nam                | Kim Thanh             | 1981         | chia tách thành thị xã Hà Nam, huyện Kim Bảng, huyện Thanh Liêm                                                          |
| Hà Nội                | Đa Phúc               | 1977         | sáp nhập với huyện Kim Anh thành huyện Sóc Sơn                                                                           |
| Hà Nội                | Kim Anh               | 1977         | sáp nhập với huyện Đa Phúc thành huyện Sóc Sơn                                                                           |
| Hà Nội                | Từ Liêm               | 2013         | chia tách thành các quận Bắc Từ Liêm và Nam Từ Liêm                                                                      |
| Hà Tĩnh               | Lộc Hà                | 2025         | sáp nhập vào huyện Thạch Hà và thành phố Hà Tĩnh                                                                         |
| Hải Dương             | Cẩm Bình              | 1997         | chia tách thành huyện Cầm Giàng và huyện Bình Giang                                                                      |
| Hải Dương             | Kim Môn               | 1997         | chia tách thành huyện Kim Thành và huyện Kinh Môn                                                                        |
| Hải Dương             | Nam Thanh             | 1997         | chia tách thành huyện Nam Sách và huyện Thanh Hà                                                                         |
| Hải Dương             | Ninh Thanh            | 1996         | chia tách thành huyện Ninh Giang và huyện Thanh Miện                                                                     |
| Hải Dương             | Tứ Lộc                | 1996         | chia tách thành huyện Tứ Kỳ và huyện Gia Lộc                                                                             |
| Hải Phòng             | An Hải                | 2003         | sáp nhập một phần vào quận Lê Chân; chia tách phần còn lại thành quận Hải An và huyện An Dương                           |
| Hải Phòng             | An Thụy               | 1980         | sáp nhập một phần với thị xã Đồ Sơn thành huyện Đồ Sơn; phần còn lại với thị xã Kiến An thành huyện Kiến An              |
| Hải Phòng             | Cát Bà                | 1977         | sáp nhập vào huyện Cát Hải                                                                                               |
| Hải Phòng             | Đồ Sơn                | 1988         | chia tách thành thị xã Đồ Sơn và huyện Kiến Thụy                                                                         |
| Hải Phòng             | Kiến An               | 1988         | chia tách thành thị xã Kiến An và huyện An Lão                                                                           |
| Hậu Giang             | Mỹ Thanh              | 1982         | đổi tên thành huyện Vị Thanh                                                                                             |
| Hậu Giang             | Tân Hiệp              | 2006         | đổi tên thành thị xã Ngã Bảy                                                                                             |
| Hậu Giang             | Vị Thanh              | 1999         | chia tách thành thị xã Vị Thanh và huyện Vị Thủy                                                                         |
| Hòa Bình              | Kỳ Sơn                | 2019         | sáp nhập vào thành phố Hòa Bình                                                                                          |
| Thành phố Hồ Chí Minh | Duyên Hải             | 1991         | đổi tên thành huyện Cần Giờ                                                                                              |
| Thành phố Hồ Chí Minh | Quận 2                | 2020         | sáp nhập với Quận 9 và quận Thủ Đức thành thành phố Thủ Đức                                                              |
| Thành phố Hồ Chí Minh | Quận 9                | 2020         | sáp nhập với Quận 2 và quận Thủ Đức thành thành phố Thủ Đức                                                              |
| Thành phố Hồ Chí Minh | Quận Thủ Đức          | 2020         | sáp nhập với Quận 2 và Quận 9 thành thành phố Thủ Đức                                                                    |
| Thành phố Hồ Chí Minh | Huyện Thủ Đức         | 1997         | chia tách thành các quận Thủ Đức, quận 2 và quận 9                                                                       |
| Huế                   | Huế                   | 2025         | chia tách thành các quận Phú Xuân và Thuận Hóa                                                                           |
| Huế                   | Hương Điền            | 1990         | chia tách thành các huyện Phong Điền, Quảng Điền và Hương Trà                                                            |
| Huế                   | Hương Phú             | 1990         | chia tách thành huyện Hương Thủy và huyện Phú Vang                                                                       |
| Huế                   | Nam Đông              | 2025         | sáp nhập vào huyện Phú Lộc                                                                                               |
| Hưng Yên              | Châu Giang            | 1999         | chia tách thành huyện Khoái Châu và huyện Văn Giang                                                                      |
| Hưng Yên              | Kim Thi               | 1996         | chia tách thành huyện Kim Động và huyện Ân Thi                                                                           |
| Hưng Yên              | Mỹ Văn                | 1999         | chia tách thành các huyện Mỹ Hào, Văn Lâm, Yên Mỹ                                                                        |
| Hưng Yên              | Phù Tiên              | 1997         | chia tách thành huyện Phù Cừ và huyện Tiên Lữ                                                                            |
| Hưng Yên              | Văn Mỹ                | 1979         | sáp nhập với một phần huyện Văn Yên thành huyện Mỹ Văn                                                                   |
| Hưng Yên              | Văn Yên               | 1979         | sáp nhập một phần với huyện Văn Mỹ thành huyện Mỹ Văn; sáp nhập phần còn lại với huyện Khoái Châu thành huyện Châu Giang |
| Khánh Hòa             | Khánh Ninh            | 1979         | chia tách thành huyện Ninh Hòa và huyện Vạn Ninh                                                                         |
| Khánh Hòa             | Khánh Xương           | 1977         | sáp nhập với huyện Khánh Vĩnh thành huyện Diên Khánh                                                                     |
| Kiên Giang            | Hà Tiên               | 1999         | đổi tên thành huyện Kiên Lương                                                                                           |
| Kon Tum               | không có              | không có     | không có |
| Lai Châu              | không có              | không có     | không có |
| Lạng Sơn              | không có              | không có     | không có |
| Lào Cai               | Cam Đường             | 2002         | sáp nhập với thị xã Lào Cai                                                                                              |
| Lâm Đồng              | Bảo Lộc               | 1994         | chia tách thành thị xã Bảo Lộc và huyện Bảo Lâm                                                                          |
| Lâm Đồng              | Cát Tiên              | 2025         | sáp nhập vào huyện Đạ Huoai                                                                                              |
| Lâm Đồng              | Đạ Tẻh                | 2025         | sáp nhập vào huyện Đạ Huoai                                                                                              |
| Long An               | Bến Thủ               | 1983         | chia tách thành huyện Bến Lức và huyện Thủ Thừa                                                                          |
| Long An               | Tân Châu              | 1980         | đổi tên thành huyện Vàm Cỏ                                                                                               |
| Long An               | Vàm Cỏ                | 1989         | chia tách thành huyện Châu Thành và huyện Tân Trụ                                                                        |
| Nam Định              | Nam Ninh              | 1997         | chia tách thành huyện Nam Trực và huyện Trực Ninh                                                                        |
| Nam Định              | Xuân Thủy             | 1997         | chia tách thành huyện Xuân Trường và huyện Giao Thủy                                                                     |
| Nam Định              | Mỹ Lộc                | 2024         | sáp nhập vào thành phố Nam Định                                                                                          |
| Nghệ An               | Cửa Lò                | 2025         | sáp nhập vào thành phố Vinh                                                                                              |
| Ninh Bình             | Gia Khánh             | 1977         | sáp nhập với thị xã Ninh Bình thành huyện Hoa Lư                                                                         |
| Ninh Bình             | Hoàng Long            | 1993         | đổi tên thành huyện Nho Quan                                                                                             |
| Ninh Bình             | Tam Điệp              | 1994         | đổi tên thành huyện Yên Mô                                                                                               |
| Ninh Bình             | Hoa Lư                | 2024         | sáp nhập với thành phố Ninh Bình thành thành phố Hoa Lư                                                                  |
| Ninh Bình             | Ninh Bình             | 2024         | sáp nhập với huyện Hoa Lư thành thành phố Hoa Lư                                                                         |
| Ninh Thuận            | An Phước              | 1977         | sáp nhập với huyện Ninh Sơn và một phần thị xã Phan Rang thành huyện An Sơn                                              |
| Ninh Thuận            | An Sơn                | 1981         | chia tách để thành lập thị xã Phan Rang - Tháp Chàm, huyện Ninh Sơn, huyện Ninh Phước                                    |
| Phú Thọ               | Phong Châu            | 1999         | chia tách thành huyện Lâm Thao và huyện Phù Ninh                                                                         |
| Phú Thọ               | Sông Lô               | 1980         | chia tách thành huyện Đoan Hùng và huyện Thanh Hòa                                                                       |
| Phú Thọ               | Sông Thao             | 2002         | đổi tên thành huyện Cẩm Khê                                                                                              |
| Phú Thọ               | Tam Thanh             | 1999         | chia tách thành huyện Tam Nông và huyện Thanh Thủy                                                                       |
| Phú Thọ               | Thanh Hòa             | 1995         | chia tách thành huyện Thanh Ba và huyện Hạ Hòa                                                                           |
| Phú Yên               | Tây Sơn               | 1984         | chia tách thành huyện Sơn Hòa và huyện Sông Hinh                                                                         |
| Phú Yên               | Tuy Hòa               | 2005         | chia tách thành huyện Đông Hòa và huyện Tây Hòa                                                                          |
| Phú Yên               | Xuân An               | 1978         | chia tách thành huyện Đồng Xuân và huyện Tuy An                                                                          |
| Quảng Bình            | Lệ Ninh               | 1990         | chia tách thành huyện Lệ Thủy và huyện Quảng Ninh                                                                        |
| Quảng Nam             | Giằng                 | 1999         | đổi tên thành huyện Nam Giang                                                                                            |
| Quảng Nam             | Hiên                  | 2003         | chia tách thành huyện Đông Giang và huyện Tây Giang                                                                      |
| Quảng Nam             | Nông Sơn              | 2025         | sáp nhập vào huyện Quế Sơn                                                                                               |
| Quảng Nam             | Tam Kỳ                | 1983         | chia tách thành thị xã Tam Kỳ và huyện Núi Thành                                                                         |
| Quảng Nam             | Trà My                | 2003         | chia tách thành huyện Bắc Trà My và huyện Nam Trà My                                                                     |
| Quảng Ngãi            | Nghĩa Minh            | 1981         | chia tách thành huyện Nghĩa Hành và huyện Minh Long                                                                      |
| Quảng Ngãi            | Quảng Nghĩa           | 1981         | chia tách thành thị xã Quảng Ngãi và huyện Tư Nghĩa                                                                      |
| Quảng Ngãi            | Tây Trà               | 2020         | sáp nhập vào huyện Trà Bồng                                                                                              |
| Quảng Ninh            | Cẩm Phả               | 1994         | đổi tên thành huyện Vân Đồn                                                                                              |
| Quảng Ninh            | Hải Ninh              | 1998         | thành lập thị xã, đổi tên thành thị xã Móng Cái                                                                          |
| Quảng Ninh            | Hoành Bồ              | 2019         | sáp nhập vào thành phố Hạ Long                                                                                           |
| Quảng Ninh            | Hồng Gai              | 1993         | thành lập thành phố, đổi tên thành thành phố Hạ Long                                                                     |
| Quảng Ninh            | Quảng Hà              | 2001         | chia tách thành huyện Đầm Hà và huyện Hải Hà                                                                             |
| Quảng Ninh            | Yên Hưng              | 2011         | thành lập thị xã, đổi tên thành thị xã Quảng Yên                                                                         |
| Quảng Trị             | Bến Hải               | 1990         | chia tách thành huyện Vĩnh Linh và huyện Gio Linh                                                                        |
| Quảng Trị             | Triệu Hải             | 1990         | chia tách thành huyện Triệu Phong và huyện Hải Lăng                                                                      |
| Sóc Trăng             | không có              | không có     | không có |
| Sơn La                | không có              | không có     | không có |
| Tây Ninh              | Phú Khương            | 1979         | đổi tên thành huyện Hòa Thành                                                                                            |
| Thái Bình             | không có              | không có     | không có |
| Thái Nguyên           | không có              | không có     | không có |
| Thanh Hóa             | Đông Sơn              | 2025         | sáp nhập vào thành phố Thanh Hóa                                                                                         |
| Thanh Hóa             | Đông Thiệu            | 1982         | đổi tên thành huyện Đông Sơn                                                                                             |
| Thanh Hóa             | Lương Ngọc            | 1982         | chia tách thành huyện Lang Chánh và huyện Ngọc Lặc                                                                       |
| Thanh Hóa             | Thiệu Yên             | 1996         | đổi tên thành huyện Yên Định                                                                                             |
| Thanh Hóa             | Tĩnh Gia              | 2020         | thành lập thị xã, đổi tên thành thị xã Nghi Sơn                                                                          |
| Thanh Hóa             | Trung Sơn             | 1982         | chia tách thành huyện Hà Trung và huyện Nga Sơn                                                                          |
| Thanh Hóa             | Vĩnh Thạch            | 1982         | chia tách thành huyện Thạch Thành và huyện Vĩnh Lộc                                                                      |
| Tiền Giang            | Gò Công               | 1979         | chia tách thành huyện Gò Công Đông và Gò Công Tây                                                                        |
| Trà Vinh              | Châu Thành Đông       | 1977         | sáp nhập vào huyện Càng Long và huyện Cầu Ngang                                                                          |
| Tuyên Quang           | không có              | không có     | không có |
| Vĩnh Long             | Cái Nhum              | 1977         | sáp nhập với huyện Châu Thành Tây thành huyện Long Hồ                                                                    |
| Vĩnh Long             | Châu Thành Tây        | 1977         | sáp nhập với huyện Cái Nhum thành huyện Long Hồ                                                                          |
| Vĩnh Phúc             | Vĩnh Lạc              | 1995         | chia tách thành huyện Vĩnh Tường và huyện Yên Lạc                                                                        |
| Vĩnh Phúc             | Yên Lãng              | 1977         | sáp nhập với huyện Bình Xuyên thành huyện Mê Linh                                                                        |
| Yên Bái               | không có              | không có     | không có |